# Ізраїль
Ізра́їль (івр. יִשְׂרָאֵל, араб. إِسْرَائِيل), офіційна назва — Держа́ва Ізра́їль (івр. מְדִינַת יִשְׂרָאֵל, трансліт. Медіна́т Їсраéль, араб. دَوْلَة إِسْرَائِيل, кириліз.: Да́улят Ісра'іль) — держава в західній Азії, на південно-східному березі Середземного моря та північному березі Червоного моря. Межує з Ліваном на півночі, Сирією на північному сході, Йорданією на сході, Палестинською автономією (на сході) Сектором Гази (на заході) та Єгиптом на південному заході. Країна має географічно різноманітні риси в межах своєї відносно невеликої площі. Економічним та технологічним центром країни є Тель-Авів, тоді як місцем уряду та проголошеною столицею є Єрусалим, що не визнається світом. Державна мова — іврит; до 2018 року арабська мова також була державною, а після 2018 року набула особливого статусу.
Населення на 1 січня 2021 року 9 291 000 осіб, територія — 22 072 км². Посідає 100-е місце в світі за кількістю населення і 150-е за територією.
Унітарна держава, демократична парламентська республіка. Поділяється на 7 адміністративних округів (івр. מחוז‎, махоз).
Індустріальна країна, яка динамічно розвивається. Обсяг ВВП за 2015 рік становив майже 300 млрд доларів США (36 тис. доларів США на особу). У списку країн за індексом розвитку людського потенціалу перебуває на 18-му місці в світі: індекс 0,894. Грошова одиниця — новий ізраїльський шекель.
Незалежність держави Ізраїль від Підмандатної Палестини проголошено 14 травня 1948 року (5 іяра 5708 року) на підставі резолюції Генеральної Асамблеї ООН № 181 від 29 листопада 1947 року. Згідно з Декларацією Незалежності, Ізраїль є єврейською державою. Водночас Ізраїль є багатонаціональною й демократичною державою, де разом з євреями рівні права мають всі інші релігійні та етнічні групи незалежно від віросповідання. Національний склад населення країни такий: 74,8 % — євреї, 20,8 % — араби, 4,5 % — інші (сюди потрапляють зокрема ті, що приїхали в Ізраїль, але не мають достатньо явного єврейського коріння).

## Походження назви

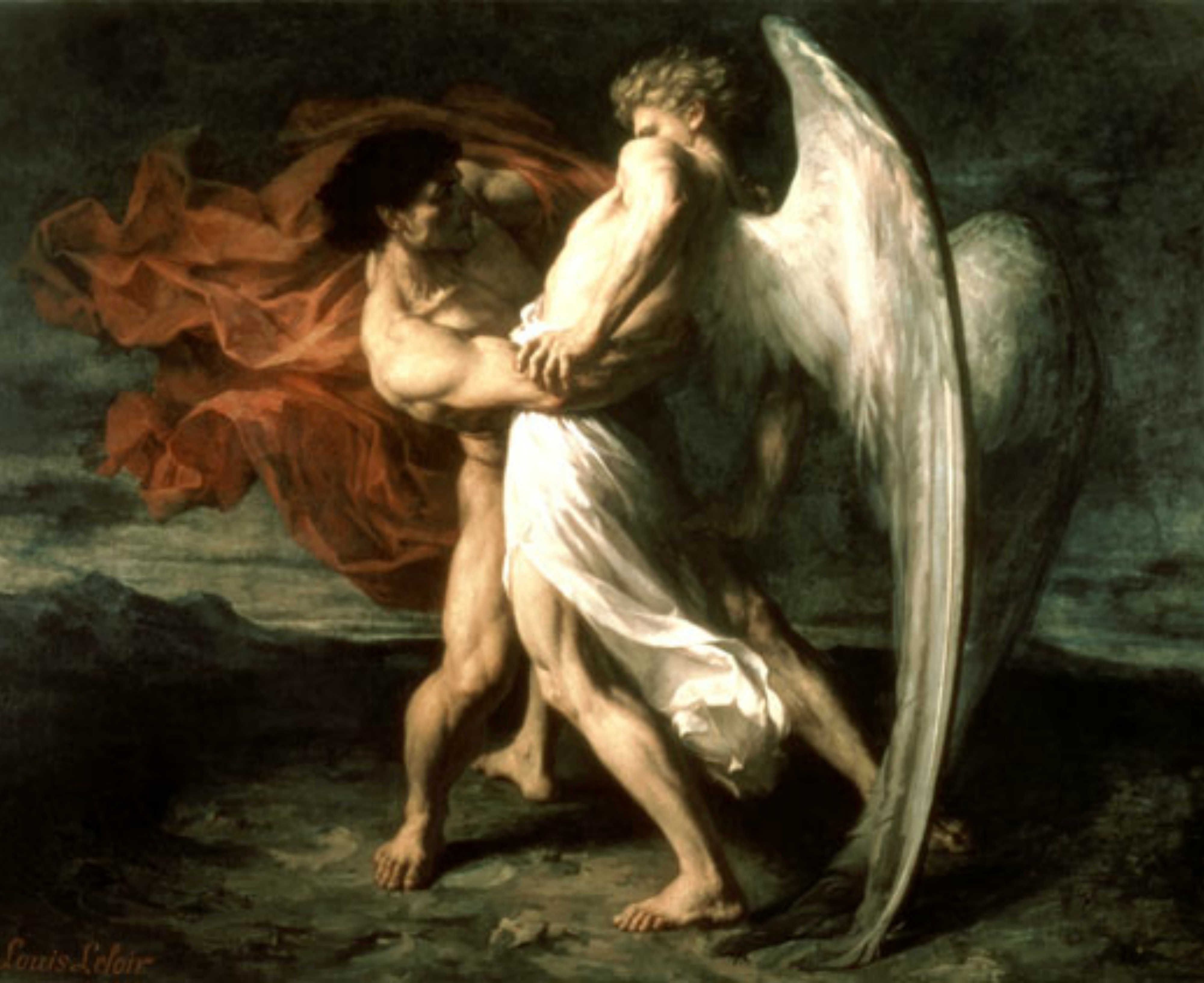
Яків бореться з янголом (Александр Луї Лелуа, 1865)

Упродовж останніх трьох тисячоліть слово «Ізраїль» означало Земля Ізраїльська (івр. אֶרֶץ יִשְׂרָאֵל, Е́рец-Їсрае́ль), а також і весь єврейський народ. Джерелом цієї назви слугує Книга Буття, де патріарх Яків, син Ісаака, після боротьби з янголом Бога отримав ім'я Ізраїль:

| «І сказав (янгол): яке ім'я твоє? Він сказав: Яків. І сказав [йому]: віднині ім'я тобі буде не Яків, а Ізраїль, бо ти боровся з Богом, і людей долати будеш» (Книга Буття 32:28) |
Учені розходяться у визначенні значення цього слова. За однією версією, це ім'я походить від дієслова сара (управляти, бути сильним; мати владу, дану згори), утворюючи слово, яке означає «має владу над силами». Інші можливі значення — «Принц Божий» або «Боротьба/Битва Еля». Згодом єврейський народ, який походить від Якова, став називатися «Діти Ізраїлю», «Народ Ізраїлю» або «ізраїльтяни».
Перша в історії згадка слова «Ізраїль» знайдена на стелі Мернептаха на території Стародавнього Єгипту (кінець XIII століття до н. е.) та стосується народу, а не країни.
Сучасна держава була названа «Медінат Їсраель» — Держава Ізраїлю. Розглядалися також інші назви: Ерец Їсраель (Земля Ізраїлю), Сіон, Юдея. У перші тижні незалежності уряд нової держави для позначення громадян країни вибрав слово «ізраїльтяни». Вперше воно прозвучало офіційно у виступі першого міністра закордонних справ Моше Шарета.

### Британський мандат у Палестині

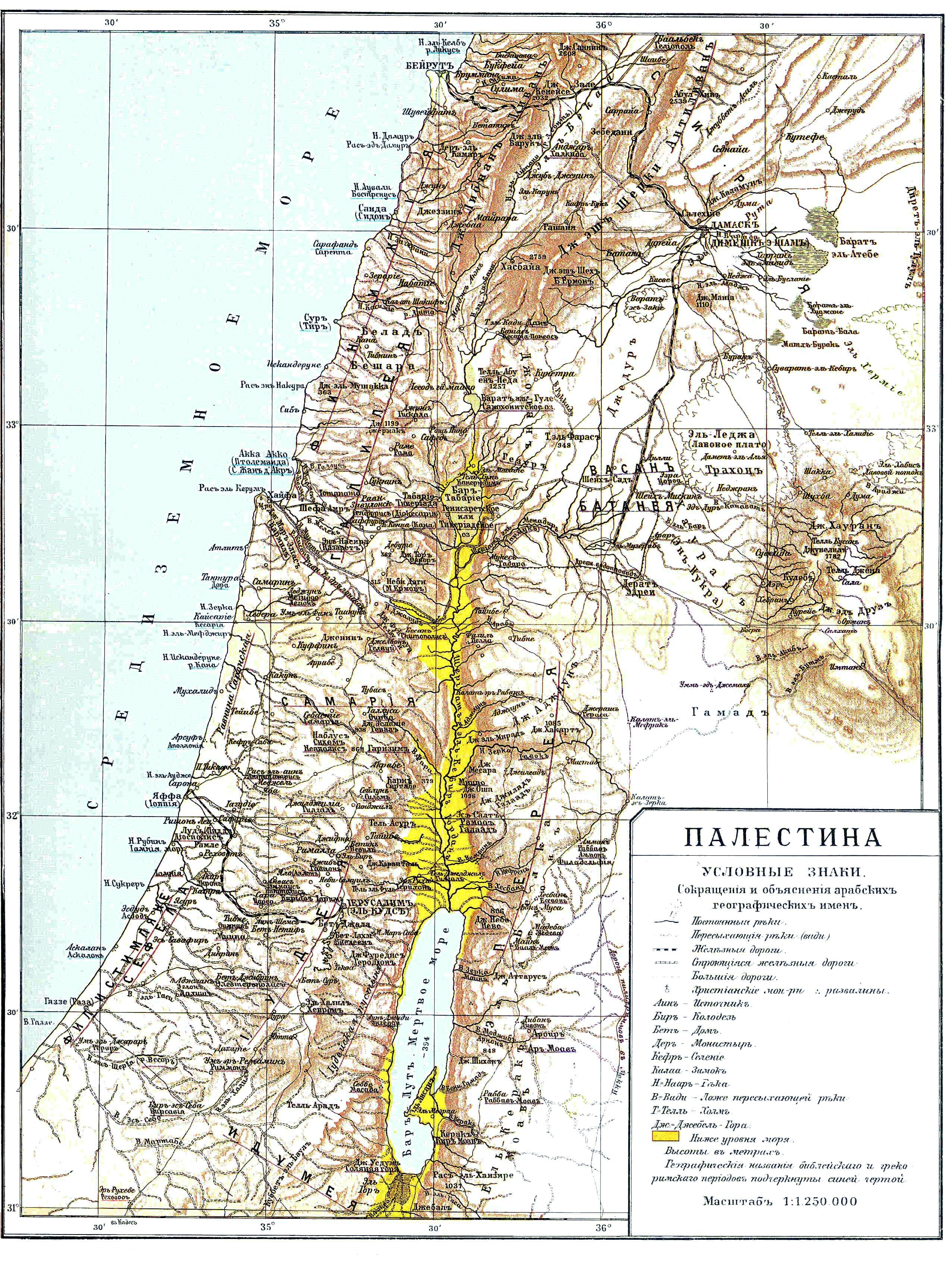
Історична мапа Палестини, 1900

Під час Першої світової війни секретар закордонних справ Великої Британії Артур Бальфур видав документ, що отримав згодом назву Декларації Балфура. У ньому декларувалося, що Британія «дивиться позитивно на створення в Палестині національного дому для єврейського народу».
У 1919—1923 (Третя алія) в Палестину прибули 40 тис. євреїв, в основному зі Східної Європи. Поселенці цієї хвилі були навчені сільському господарству і могли розвивати економіку. Незважаючи на квоту імміграції, встановлену британською владою, єврейське населення зросло до кінця цього періоду до 90 тис. осіб. Болота Їзреельської долини і долини Хеферу були осушені і земля зроблена придатною для сільського господарства. У цей період була заснована федерація профспілок, Гистадрут. Арабські протести проти єврейської імміграції призвели до Палестинських бунтів і формуванню єврейської воєнізованої самооборони («Га-Аґана»).
У 1922 році Ліга Націй вручила Великій Британії мандат на Палестину, пояснюючи це необхідністю «встановлення в країні політичних, адміністративних та економічних умов для безпечного створення єврейського національного дому». Через яффський бунт на самому початку Мандата, Британія обмежила єврейську імміграцію і частина території, що планувалася для єврейської держави, була віддана під створення Трансйорданії. У той час країну населяли переважно араби-мусульмани, однак найбільше місто, Єрусалим, був переважно єврейським. У 1924—1929 (Четверта Алія) в Палестину приїхали 82 тис. євреїв, в основному в результаті сплеску антисемітизму в Польщі і Угорщині. Згодом, однак, приблизно 23 тис. емігрантів цієї хвилі покинули країну.
Підйом нацистської ідеології в 1930-х роках у Німеччині призвів до П'ятої Алії, яка була напливом чверті мільйона євреїв, що рятувалися від нацизму. Цей наплив закінчився Арабським повстанням 1936—1939 років та виданням Великою Британією «Білої книги» 1939 року, яка фактично зводила нанівець імміграцію євреїв до Палестини. Країни світу відмовлялися приймати євреїв, що рятувалися від Катастрофи, що разом із забороною Великої Британії на переселення до Палестини фактично означало смерть для мільйонів. Для обходу заборони на імміграцію в Палестину була створена підпільна організація «Моссадле-Алія Бет», яка допомагала євреям нелегально дістатися до Палестини і врятуватися від Катастрофи.
По закінченні Другої світової війни єврейське населення Палестини становило 33 % порівняно з 11 % у 1922 році.

## Історія

### До незалежності

Територія, яка була під контролем Ізраїлю до та після Шестиденної війни

Одним із центральних завдань сіонізму було створення єврейської держави. Таку державу сіоністи вирішили створити на території Палестини. З 80-х років 19 століття сюди почали переселятись євреї з країн Східної Європи. Після утворення 1897 року Всесвітньої сіоністської організації (ВСО) сіоністи стали створювати трести, які фінансували переселення євреїв до Палестини.

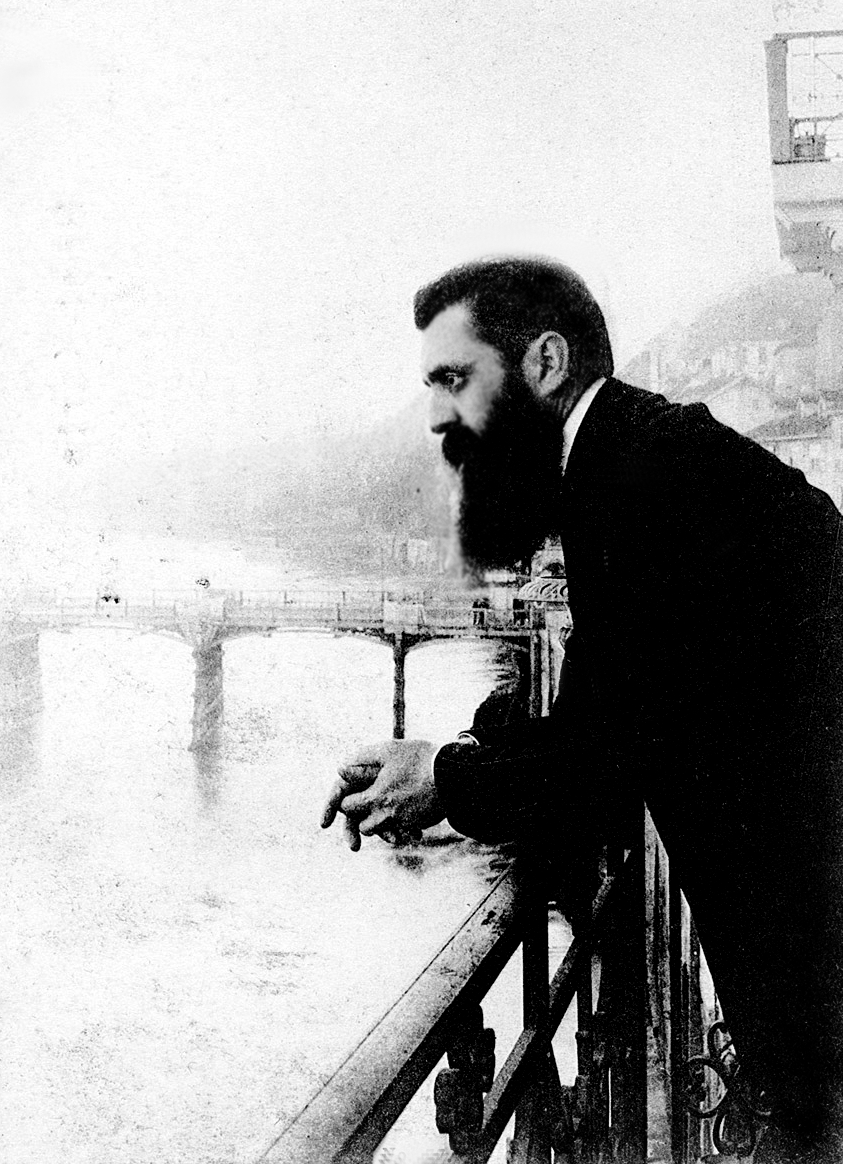
Теодор Герцль, провісник створення єврейської держави, 1901 року

У роки Першої світової війни Близький Схід став ареною воєнних дій між Османською імперією та державами Антанти. Для успіху у війні проти Османської імперії Антанта шукала підтримки у арабів. У 1915-1916 рр. Верховний комісар у Єгипті та правитель Мекки шериф Хусейн домовились про повстання арабів проти османів і визнання майбутньої об'єднаної арабської держави з боку Великої Британії. Але у травні 1916 року Британія уклала секретний договір із Францією про післявоєнний розподіл азійської частини Османської імперії (угода Сайкса-Піко), за якою Палестина залишалась у руках Британії.
2 листопада 1917 року міністр закордонних справ Британії герцог Балфур виступив із декларацією, за якою його уряд дозволяв створення в Палестині національного осередку для євреїв. Спираючись на цей документ, ВСО стала обстоювати свої територіальні претензії. Так, у лютому 1919 року на Паризькій мирній конференції сіоністська делегація вимагала створення єврейського осередку, який охоплював би, крім Палестини, ще й південний Ліван, Голанські висоти, всю долину річки Йордан та частину Синайського півострова.
25 квітня 1920 року на конференції в Сан-Ремо Верховна рада Антанти надала Великій Британії мандат на управління Палестиною. У преамбулу тексту мандата була включена декларація Бальфура.
З початку 1930-х років, зі зростанням єврейської присутності на Землі Ізраїлю, почав активізуватись арабський рух спротиву. У жовтні 1930 року британський уряд випустив офіційну заяву — «Білу книгу», у якій декларував, що чисельність їшува має підлягати контролю та що євреї «не повинні претендувати на управління Палестиною». Сіоністи негативно поставились до «Білої книги» та вимагали більшої самостійності для єврейського населення.
Після Другої світової війни сіоністи, вимагаючи більшої самостійності, перейшли до малої війни. Завершення колоніального правління Британії вже було очевидним, тому у лютому 1947 року Британія передала палестинське питання до ООН. 29 листопада Генеральна Асамблея ООН ухвалила резолюцію № 181 про припинення британського мандату і розподіл Палестини на дві держави. 14 травня 1948 року ВСО та лідери єврейської спільноти Палестини проголосили створення Держави Ізраїль згідно з резолюцією Генеральної Асамблеї.

### Незалежність
14 травня 1948 року офіційно проголошено про створення держави Ізраїль, а вже наступного дня армії 5 арабських держав атакували ізраїльтян — почалась Перша арабо-ізраїльська війна 1948-49 років, результатом якої стали 6,7 тис. км² території Палестинської арабської держави на користь Ізраїлю. 1949 року ізраїльська армія захопила південний Негев, 1951 року — північ Синайського півострова, 1955 року провела кілька військових рейдів проти Сирії. За підтримки Франції та Великої Британії 1956-57 року Ізраїль захопив Синайський півострів до Суецького каналу та Сектор Гази. У 1965-66 вторглись до Західного берега річки Йордан. У результаті шестиденної війни 1967 року Ізраїль захопив Західний берег річки Йордан, сирійські Голанські висоти та знову єгипетський Синайський півострів. 1969 року в зоні Суецького каналу відбулась війна на виснаження, 1970 року Ізраїль напав на Єгипет.
У 1973-74 роках відбулась Друга арабо-ізраїльська війна. 1978 року ізраїльська армія вторглась до Південного Лівану. У серпні 1980 року об'єднаний Єрусалим проголошено столицею Ізраїлю, але світова спільнота не визнала це, всі посольства досі перебувають у Тель-Авіві. У 1981 та 1982 роках ізраїльська армія знову напала на Ліван (Перша ліванська війна), війська з якого були виведені 2000 року. Під час Війни в Перській затоці 1990 року Ізраїль зазнав нападу з боку Іраку. Перші прямі переговори між Ізраїлем і Палестиною відбулися 1992 року і вже 1993 року Ізраїль визнав Палестинську автономію і вивів війська з деяких окупованих територій. 1994 року був підписаний мирний договір із Йорданією. 2006 відбулась Друга ліванська війна.
6 грудня 2017 року Президент США Дональд Трамп офіційно визнав Єрусалим столицею Ізраїлю. Внаслідок рішення Трампа США перенесли своє посольство з Тель-Авіва до Єрусалима 14 травня 2018 року.

## Географія

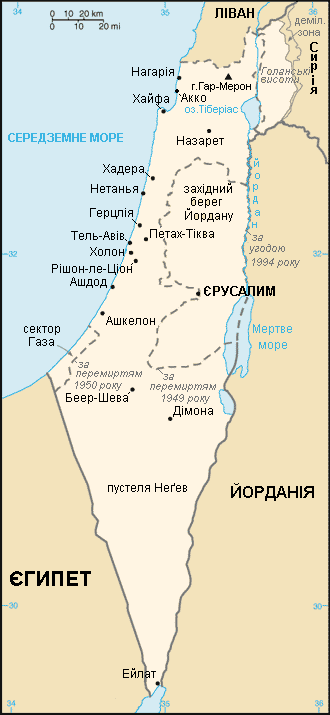
Мапа Ізраїлю

### Кордони
Ізраїль розташований на Близькому Сході та межує на півночі з Ліваном, на сході з Сирією і Йорданією, на півдні з Єгиптом, на сході та південному заході — з палестинськими територіями. Із заходу береги країни омивають води Середземного моря (протяжність берегової лінії — 188 км); на сході частина кордону проходить по Мертвому морі (56 км); на крайньому півдні Ізраїль має вихід до Акабської затоки Червоного моря (10 км).
Більшість країн визнає кордонами Зелену лінію, встановлену при підписанні припинення вогню після війни 1948—1949 років, що обмежує територію загальною площею 20 770 км², з яких близько 2 % зайняті водою. Проте під фактичним контролем Ізраїлю перебувають і деякі інші території, що не визнаються його сусідами, найбільшими з яких є Голанські висоти (1 176 км²) та територія Східного Єрусалима (70 км²). Загалом, територія, що контролюється країною, становить приблизно 22 072 км², а разом із Палестинськими територіями територія Ізраїлю становить 27 799 км² (для порівняння, площа Київської області становить 28 131 км²).

### Рельєф
Північна частина території країни, яка носить назву плато Галілея, являє собою підвищену рівнину (нагір'я) висотою в середньому 600—700 м. Гори мають складчасто-брилову будову, однак у рельєфі складчастість не дуже виражена. Найбільший вплив на формування рельєфу здійснили пізні геологічні процеси, насамперед розломи та брили. Круті схили масивів у багатьох районах прорізані вузькими та глибокими долинами. На північному сході країни лежить північна частина долини річки Йордан.
Центральна частина країни — вузька низинна прибережна смуга (рівнина Шарон), яка простяглась уздовж Середземного моря. Берегова смуга слабко порізана, природних гаваней мало, єдина затока — Хайфа — розташована в північній частині узбережжя.
Майже половину території країни займають посушливі зони та напівпустельне плато Негев. На півночі Неґев переходить у гірські масиви. Зі сходу вони опускаються до велетенського грабену Ель-Гор, найбільш глибока частина якого зайнята Мертвим морем (максимальна глибина — 356 м) та лежить на 392 м нижче рівня Середземного моря. На південь від Мертвого моря до Червоного простягається долина Арава.

### Геологічна будова
Територія країни складена переважно породами мезозою, третинної та четвертинної систем. Найбільш широко поширені верхньокрейдяні відклади, представлені вапняками, мергелями та доломітами. Вони мають потужність до 750 м. У крейдяних вапняках отримали широкого розвитку карстові процеси. Третинні відклади (вапняки та пісковики) поширені в прибережній частині і на плато Галілея. В ізраїльській частині долини Йордана зустрічаються потужні алювіальні утворення.

### Корисні копалини
Серед неметалевих корисних копалин найбільше значення мають природний газ, калійні солі, натрій, бром (Мертве море), гіпс, будівельний камінь (Негев), кварцові піски. У верхньокрейдяних відкладах зустрічаються поклади асфальтів та фосфоритів. Наявні родовища залізних (Рамім) та мідних руд (Тімна), нафти (Хелєц), газу (морські газові родовища, найбільшими з яких є Левіафіан, Тамар, Каріш та Танін). У районі Хули видобувається торф, також на крайньому півдні країни — коштовне каміння. У пустелі Негев є запаси хромової та марганцевої руд, горючих сланців та слюди.

### Клімат
Клімат Ізраїлю субтропічний середземноморського типу, із сухим спекотним літом та м'якою дощовою зимою. Влітку переважає тропічне повітря, взимку воно чергується з повітряними масами помірних широт. Рельєф значно обумовлює різноманіття кліматичних умов у різних районах країни.
Пересічна річна кількість опадів різко спадає із заходу на схід та з півночі на південь: від 1 000 мм у Верхній Галілеї до 30 мм у районі Ейлата та від 500 мм у центральних районах до 50 мм на узбережжі Мертвого моря. Найбільша кількість дощових днів припадає на січень-лютий. У ці місяці відносна вологість становить у середньому 72 %, тоді як у червні — 47 %. Грози бувають рідко, у середньому 7 днів на рік.
Пересічна річна температура на узбережжі Середземного моря 20 °C, у гірських районах знижується до 15—16 °C. Найбільш спекотний клімат має південна частина країни, де середньорічна температура перевищує 22 °C, а пересічна температура найспекотнішого місяця 30 °C. Взимку бувають від'ємні температури; абсолютний мінімум температури сягає −4 °C на висоті 750 м.
У центральних районах країни, на висоті приблизно 750—800 м, при середньорічній температурі 17 °C, пересічні місячні показники коливаються від 9 °C у січні до 24 °C у серпні. Тут понад 300 днів на рік утримується температура понад 15 °C, а 160 днів — понад 25 °C.
Переважаючи вітри мають північний та західний напрямки: влітку північні та північно-західні, взимку — північно-східні. Навесні та на початку літа з півдня та південного сходу дме спекотний та сухий вітер хамсин, який сильно підвищує температуру та сухість повітря та негативно впливає на рослинність. У Негеві бувають пилові бурі (в середньому приблизно 12 днів за рік).

### Гідрографія

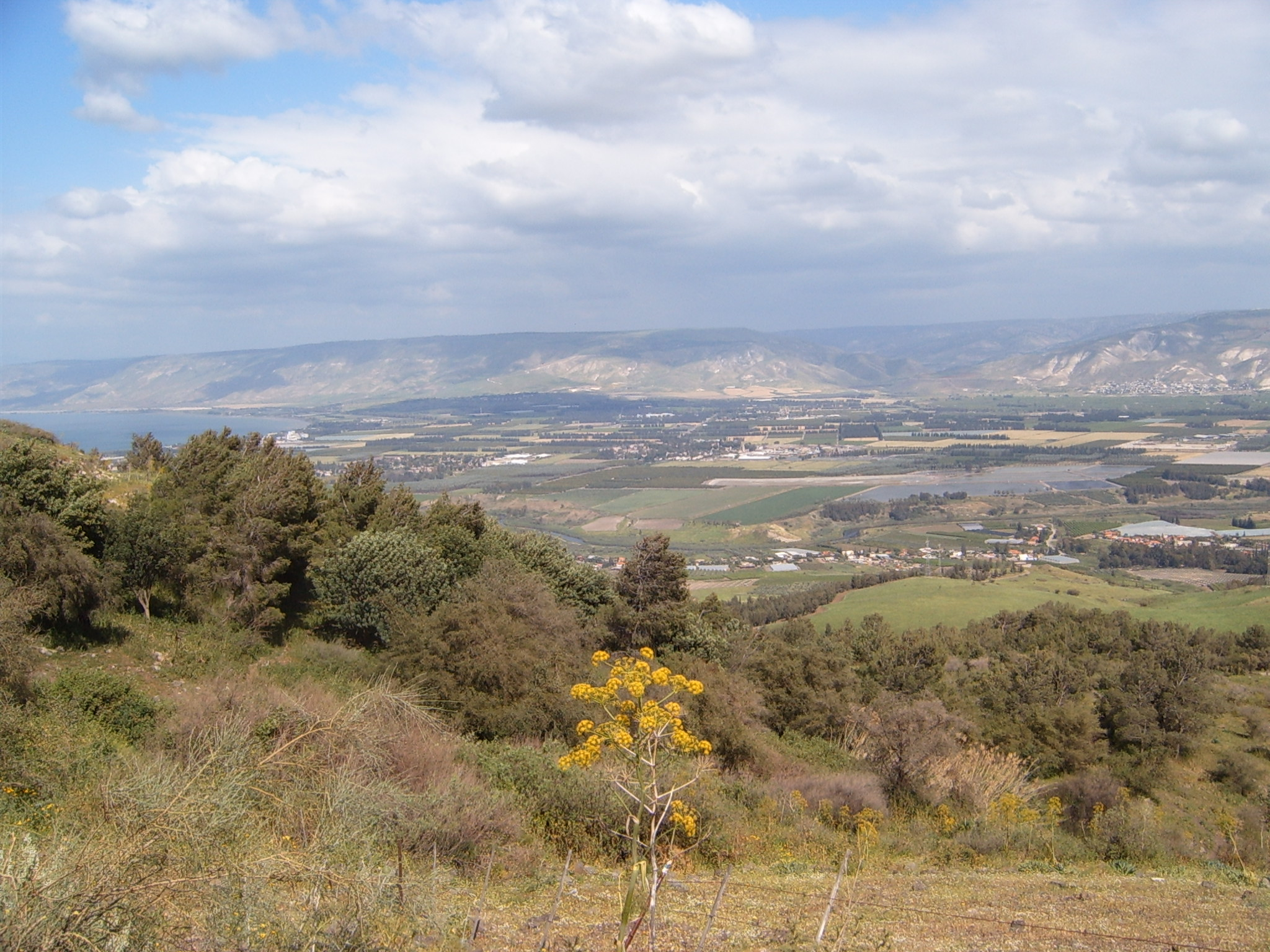
Долина річки Йордан. Галілея

Ресурси прісної води в країні оцінюються в 1 800 млн м³ за рік, з яких 1 100 млн м³ дають малі річки та джерела, 320 млн — ізраїльська частина Йордана, 200 млн — водотоки басейну річки Яркон. Прісну воду отримують також шляхом опріснення морської води та очистки стічних вод. Основним резервуаром системи водопостачання країни слугує Тиверіадське озеро (Кінерет) — приблизно 4 млрд м³, від якого йде водогін протяжністю 142 км до міста Рош-га-Аїн, де він з'єднується з водогоном Яркон-Негев (109 км). Нечисленні річки західної частини країни належать до басейну Середземного моря, більшість з них пересихають у спекотні пори року. Східна частина — безстічна.

### Ґрунти
У західній частині країни, яка отримує достатню кількість опадів (узбережжя та схили гір), переважають коричневі ґрунти сухих субтропічних лісів та чагарників. У центральних та східних районах поширені гірські сіро-коричневі ґрунти, на півдні — ґрунти субтропічних пустель. Деякі гірські ділянки не мають ґрунтового покриву. У прибережній смузі вміст гумусу у верхньому горизонті (до 10 см) сягає 2,4 %, а на глибині 1 м — до 0,75 %.

### Флора

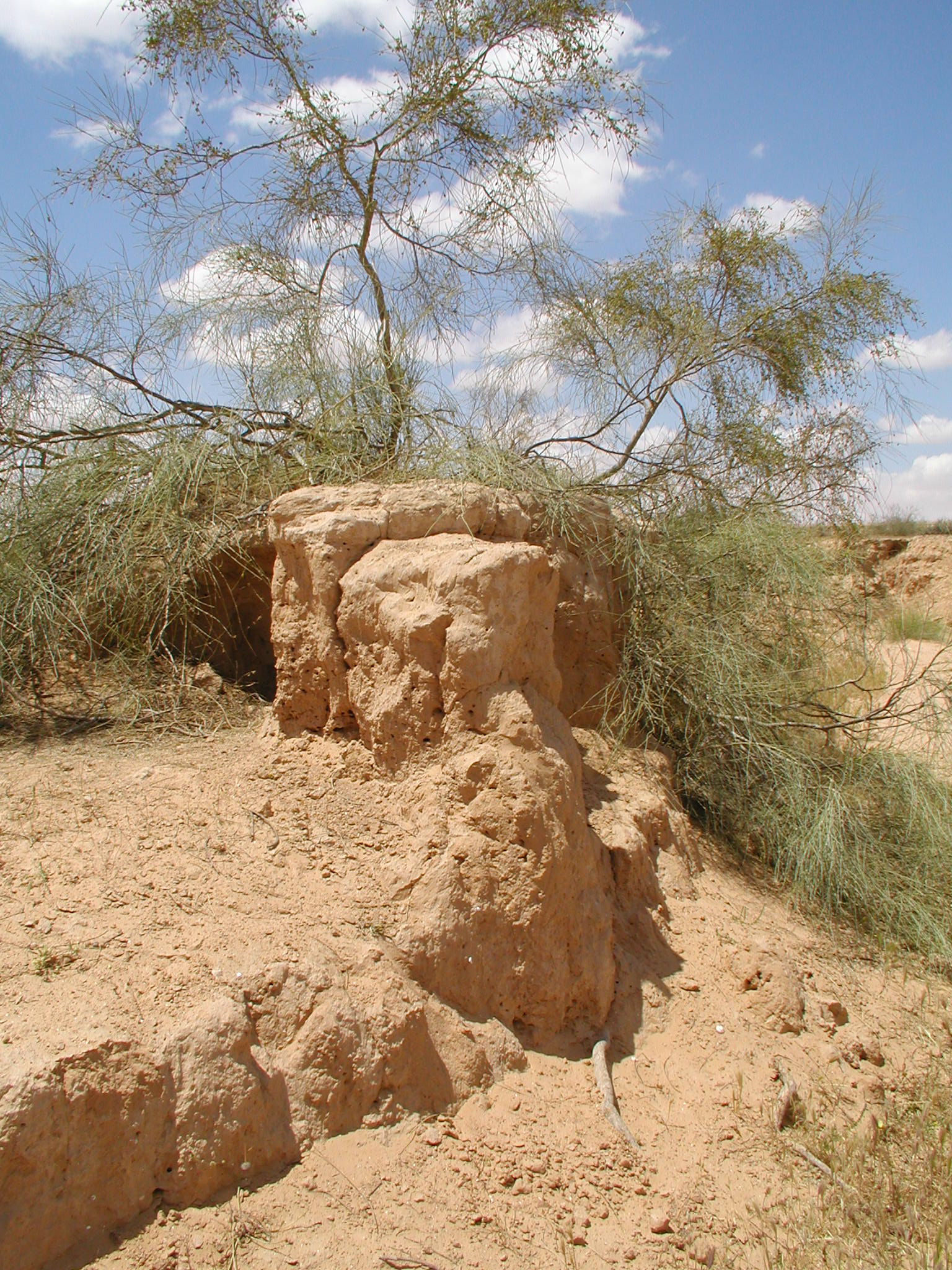
Тамариск. Пустеля Негев

Флора Ізраїлю різноманітна — нараховує більш як 2 000 видів, 115 з яких ендемічні. Рослинність більшої частини країни належить до середземноморської лісової підобласті голарктичної області. Власне середземноморський елемент становлять вічнозелені дерева та чагарники: лавр, платан, маслина, алеппська сосна, чорна сосна, рускус, дуб, інжир, самшит, папороті, асфоделові, ладанникові. Зустрічаються східноазійські види: волоський горіх, виноград. Поширені терпентинове фісташкове дерево, ялівець звичайний, суничник, сирійський клен. У горах зростають також таборський дуб та платан.
У центральній та східній частині країни переважають колючі чагарники: маквіс, гарріга, фрігана. Дерева представлені головним чином соснами, вічнозеленими дубами, кипарисами. У районі Мертвого моря (там, де ґрунтові води залягають високо і немає засоленості) зустрічаються представники тропічної флори: африканські види акацій та ін. На крайньому півдні (на береговій рівнині, у південній частині грабена та на височинах) поширені солончаки з рідким покривом із чагарників та напівчагарників, а також з ефемерами, які розвиваються тільки після дощу. Для цього району характерні солянкові, сведа, лебедові, саксаул, полин, гармала та ін.
Важливу роль відіграють такі культурні рослини як: зернові культури (пшениці, ячмінь), цитрусові, персикові та гранатові дерева, маслини, у південних районах — фінікові пальми.

### Фауна

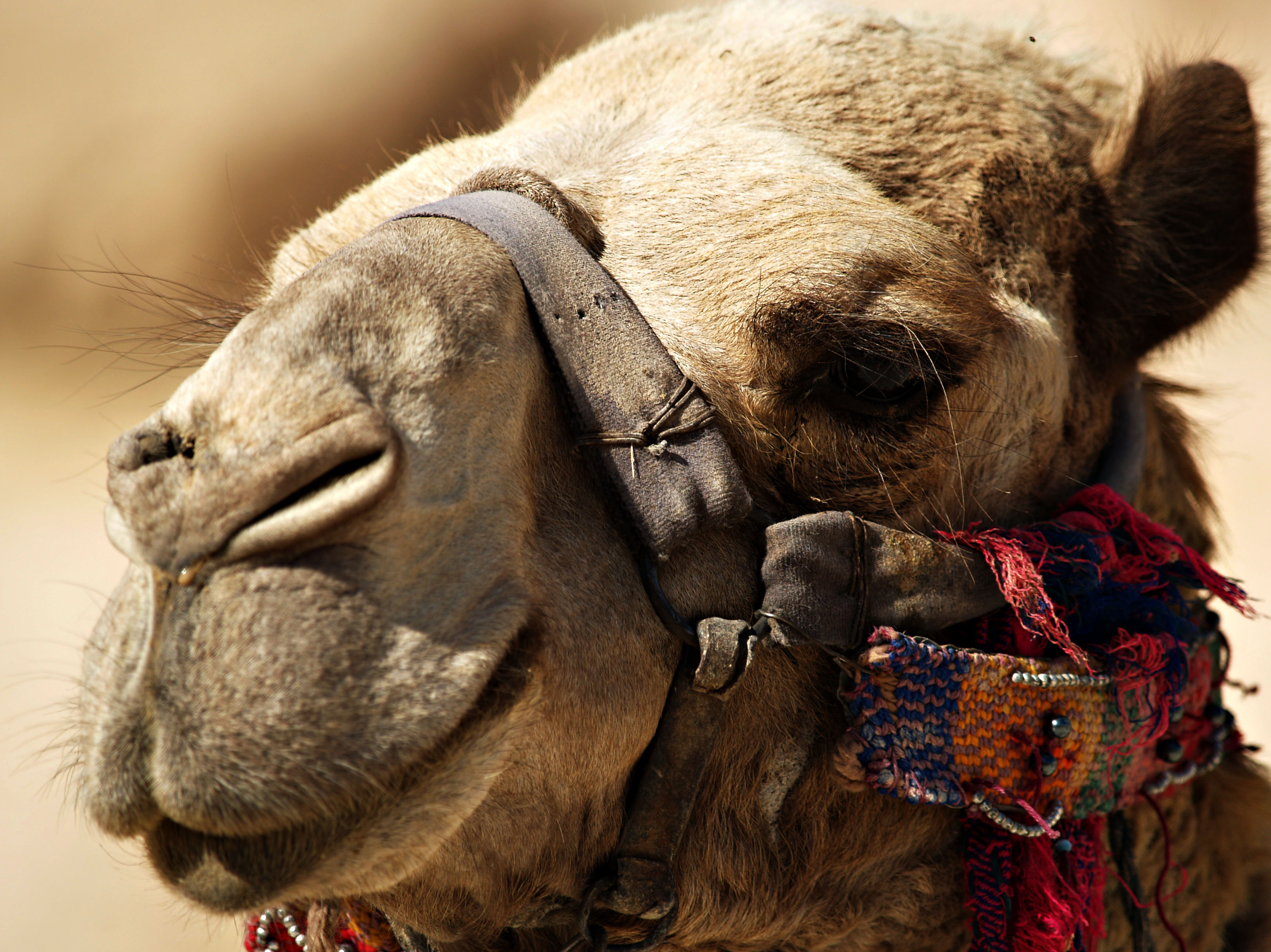
Верблюди

Територія Ізраїлю входить до складу середземноморської підобласті палеарктичної фауністичної області. Із хижих ссавців характерні смугаста гієна, каракал, шакал. Поширені копитні, гризуни. Із птахів часто зустрічаються дрохви, жайворонки, рябчики, білоголовий сип, яструбиний орел, великий підорлик, бородань, чорний гриф, шуліка, канюк, декілька видів соколів, стерв'ятник, малий яструб, сичі і сови: сипуха, пугач, неясить; водяться лелеки, чаплі, пелікани, одуди, сойки, мартини, ворони, кам'яні куріпки та інші. По всій території зустрічаються плазуни — ящірки, змії (удав, різні види гадюк та ін.). Із домашніх тварин найважливіше значення мають коні, віслюк, дрібна рогата худоба, у низці районів — верблюди. У травні 2008 року національним птахом Ізраїлю був обраний одуд — понад 35 % населення проголосували за нього.

## Населення

Етнокультурні групи населення Ізраїлю за населеними пунктами

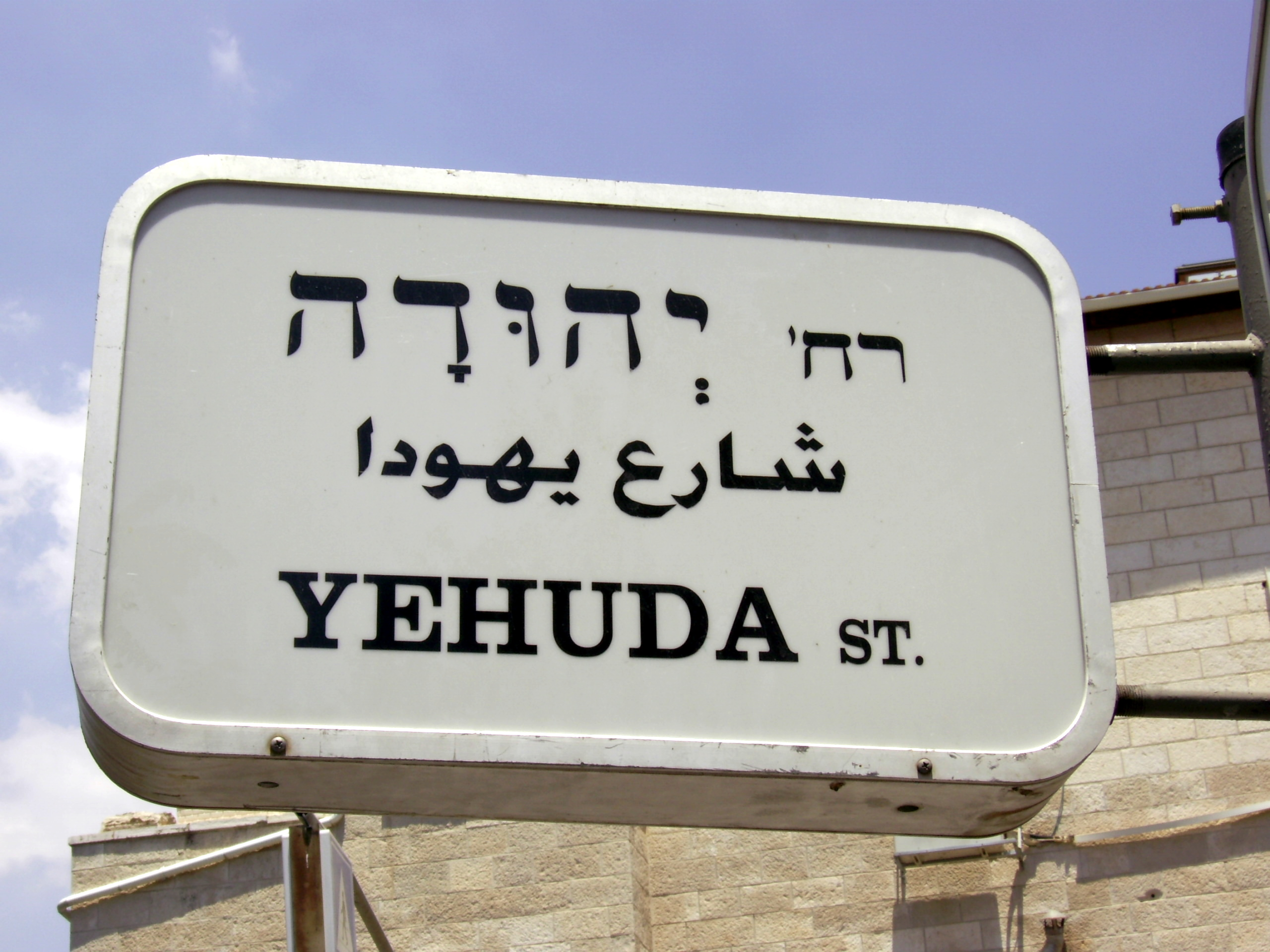
Дороговказ трьома мовами

Населення Ізраїлю становить 8 628 600 осіб (6 990 700 у 2005; 3 902 400 у 1983), у тому числі 1 794 748 осіб — арабів.
Цікавим є факт посмертного надання громадянства Ізраїлю 6 млн євреям, що загинули під час Голокосту.

### Мови
Офіційною мовою в країні є іврит. До 2018 року арабська мова також була офіційною, після зміни закону має особливий статус. Поширені серед населення також російська, англійська, їдиш, українська та інші європейські й азійські мови.

### Основні показники
- Вікова структура населення (2007, оцінка)[48]: 0-14 років — 26,1 % (чоловіки 858 246 осіб, жінки 818 690 осіб); 15—64 років — 64,2 % (чоловіки 2 076 649, жінки 2 046 343); 65 років та старіші — 9,8 % (чоловіки 269 483, жінки 357 268)
- Середній вік населення (2007, оцінка) — 29,9 років, з них чоловіки — 29,1, жінки — 30,8
- Тривалість життя (2007, оцінка) — 79,59 років, з них чоловіки — 77,44, жінки — 81,85
- Загальний (брутто) коефіцієнт відтворення (2007, оцінка): 2,38 народжених дітей на 1 жінку
- Здоров'я населення (2007, оцінка): носіїв ВІЛ, у тому числі і хворих на СНІД, — 0,1 %
- Писемність (2004, оцінка) — 97,1 %, з них чоловіки — 98,5 %, жінки — 95,9 %

### Етнічний склад
На 2017 рік у країні проживало:
- Євреї — 74,7 %[45], з них народжені в Ізраїлі — 67,1 %, Європі та Північній Америці — 22,6 %, Африці 5,9 %, Азії 4,2 %
- не євреї: араби — 20,8 %[45], інші — 4,5 %[45] (головним чином черкеси, вірмени)

### Віросповідання
На 2004 рік найпоширенішими представниками релігій були:
- Юдеї — 76,4 %
- Мусульмани — 15,9 %
- Християни — 2,1 % кількісно це 182 тисячі християн, серед яких, 75,8 % з яких — араби, які прийняли християнство,[49] у відсотках араби — 1,7 %
- Друзи — 1,6 %
- Інші — 1,6 %
- Невизначені — 3,9 %

### Густота населення
Пересічна густота населення становить 326 людей на км² (2003). Максимальна концентрація жителів характерна для прибережної рівнини, де проживають 3/4 єврейських та майже 2/3 арабських громадян Ізраїлю. У Тель-Авівському окрузі густота населення сягає понад 6 000 осіб/км², у районі Хайфи — 1 500 осіб/км². Відносно густо заселені Єрусалимський (800 осіб/км²), Центральний (700) та Північний (200) округи. У Південному окрузі, який займає понад 2/3 території країни, проживає 13 % ізраїльських громадян, а густота населення сягає 40 осіб/км².

### Міське та сільське населення

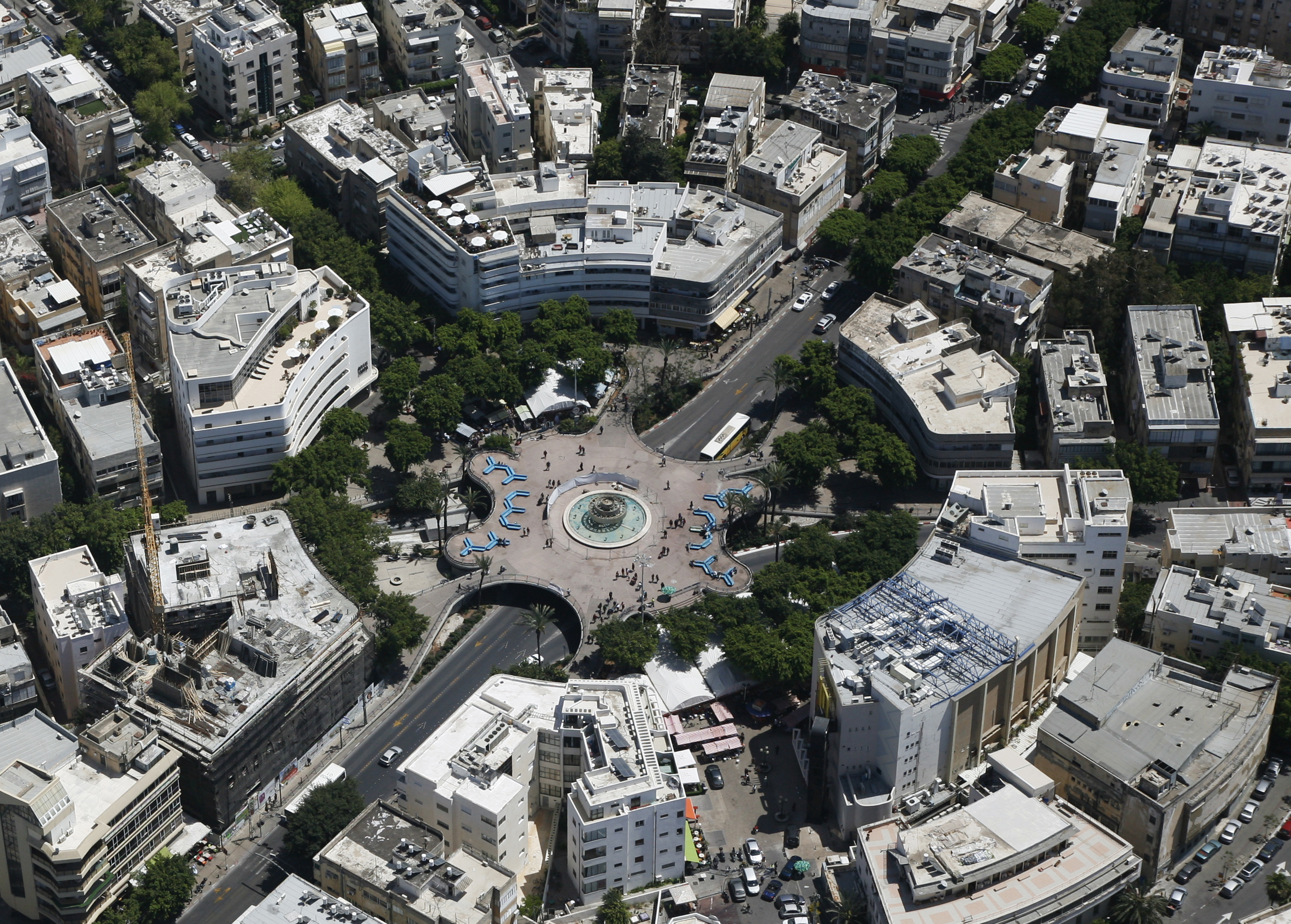
Тель-Авів

За прийнятою в Ізраїлі 1983 року класифікацією, якщо населений пункт нараховує понад 2 тис. осіб, він вважається містом, в іншому випадку — селом. За такою класифікацією містяни становлять 90 % населення країни (в Єрусалимському окрузі — 95 %, Північному — 78 %, Хайфському — 94 %, Центральному 90 %, Тель-Авівському — 99,9 %, Південному — 80 %), а селяни — 10 %.

### Найбільші міста

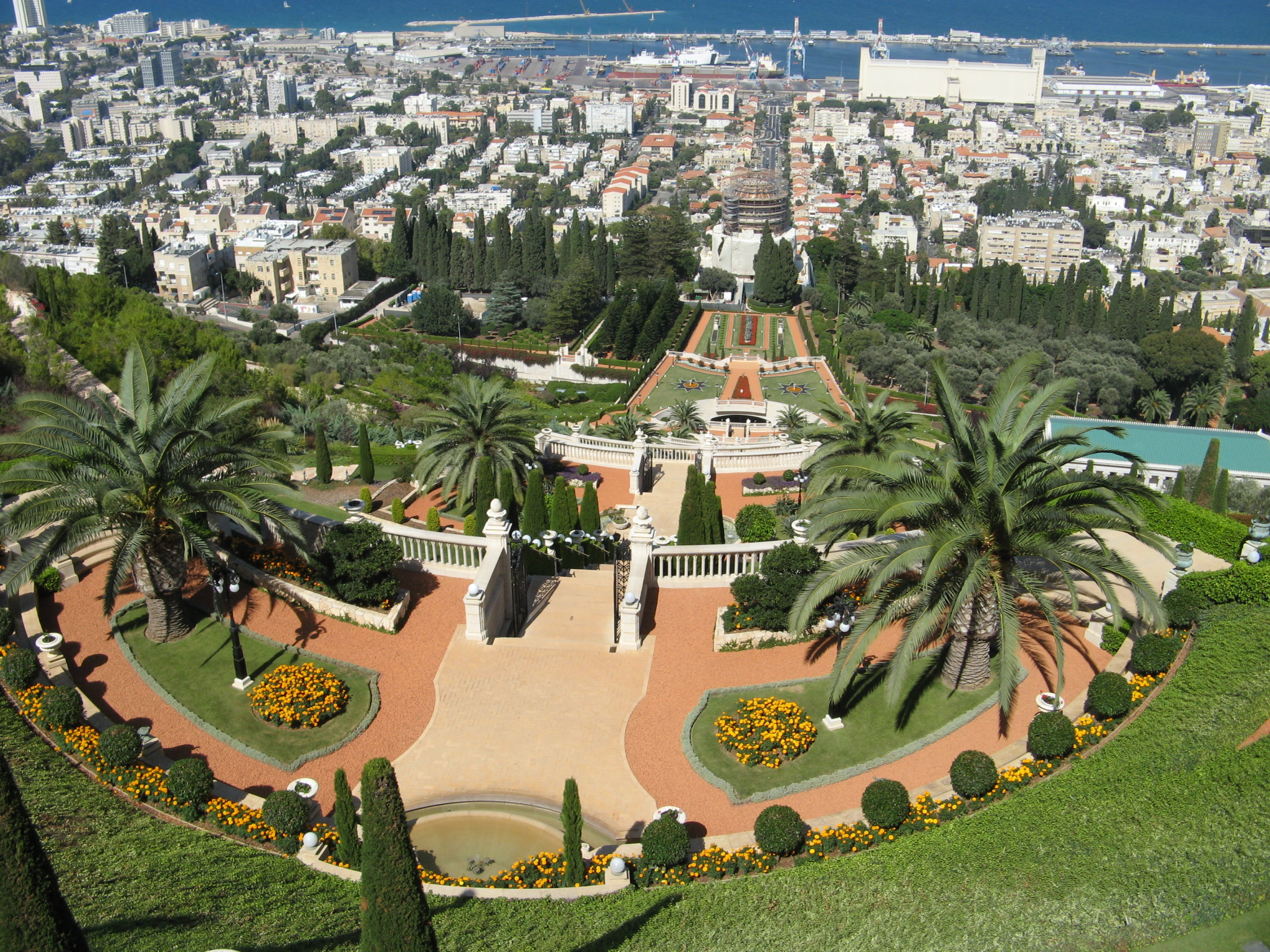
Хайфа

Найбільші агломерації: Тель-Авів — 2 752 000 мешканців, Хайфа — 865 000 мешканців. У таблиці нижче наведені міста з населенням понад 40 тис. мешканців станом на 2005 рік.
| 1  | Єрусалим      | 701 000 |    | 13         | Ашкелон | 110 000 |               | 25     | Кір'ят-Гат | 49 000 |
| 2  | Тель-Авів     | 365 000 | 14 | Реховот    | 103 000 | 26      | Гіватаїм      | 47 000 |            |        |
| 3  | Хайфа         | 274 000 | 15 | Герцлія    | 83 000  | 27      | Акко          | 46 000 |            |        |
| 4  | Рішон-ле-Ціон | 226 000 | 16 | Кфар-Сава  | 81 000  | 28      | Нацрат-Ілліт  | 46 000 |            |        |
| 5  | Ашдод         | 207 000 | 17 | Хадера     | 78 000  | 29      | Карміель      | 45 000 |            |        |
| 6  | Беер-Шева     | 191 000 | 18 | Раанана    | 73 000  | 30      | Ейлат         | 45 000 |            |        |
| 7  | Петах-Тіква   | 179 000 | 19 | Лод        | 70 000  | 31      | Модіїн        | 44 000 |            |        |
| 8  | Нетанья       | 170 000 | 20 | Бейт-Шемеш | 66 000  | 32      | Ход-ха-Шарон  | 42 000 |            |        |
| 9  | Холон         | 166 000 | 21 | Назарет    | 64 000  | 33      | Умм-ель-Фахм  | 41 000 |            |        |
| 10 | Бней-Брак     | 141 000 | 22 | Рамла      | 64 000  | 34      | Кір'ят-Моцкін | 41 000 |            |        |
| 11 | Бат-Ям        | 132 000 | 23 | Нагарія    | 51 000  | 35      | Тверія        | 41 000 |            |        |
| 12 | Рамат-Ган     | 126 000 | 24 | Кір'ят-Ата | 50 000  | 36      | Афула         | 40 000 |            |        |

### Українська діаспора
Вихідців з України (як етнічних євреїв, що народилися в Україні і згодом емігрували в Ізраїль, так і етнічних українців — мешканців Ізраїлю) — за приблизними підрахунками 300—400 тис. осіб.

## Державно-політичний устрій

### Правова система
Ізраїль не має конституції і на території Ізраїлю діють британські закони[джерело не вказане 2076 днів] і юридичне право, а також закони, прийняті Кнесетом (парламент Ізраїлю).
2003 року конституційна комісія Кнесету почала підготовку конституції. Станом на 2017 ця робота ще не була завершена.

### Система влади

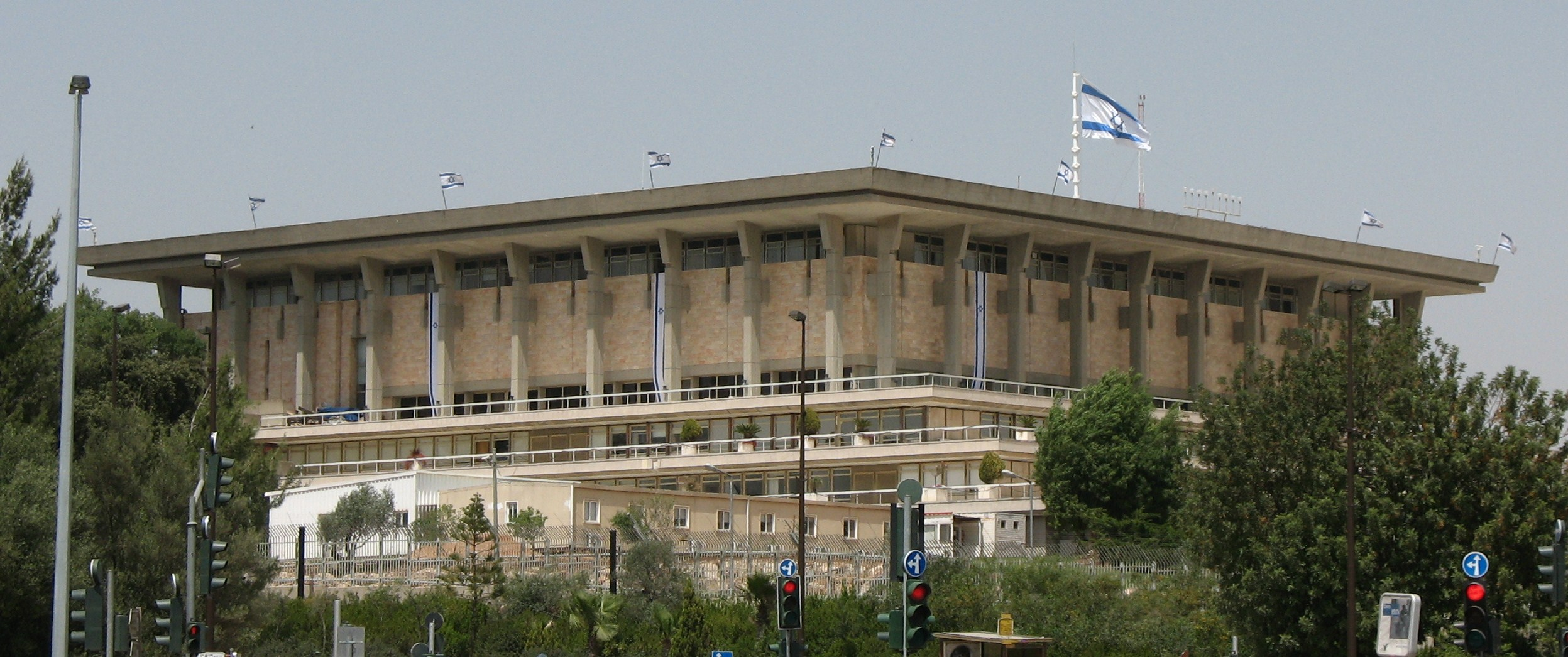
Будівля кнесету

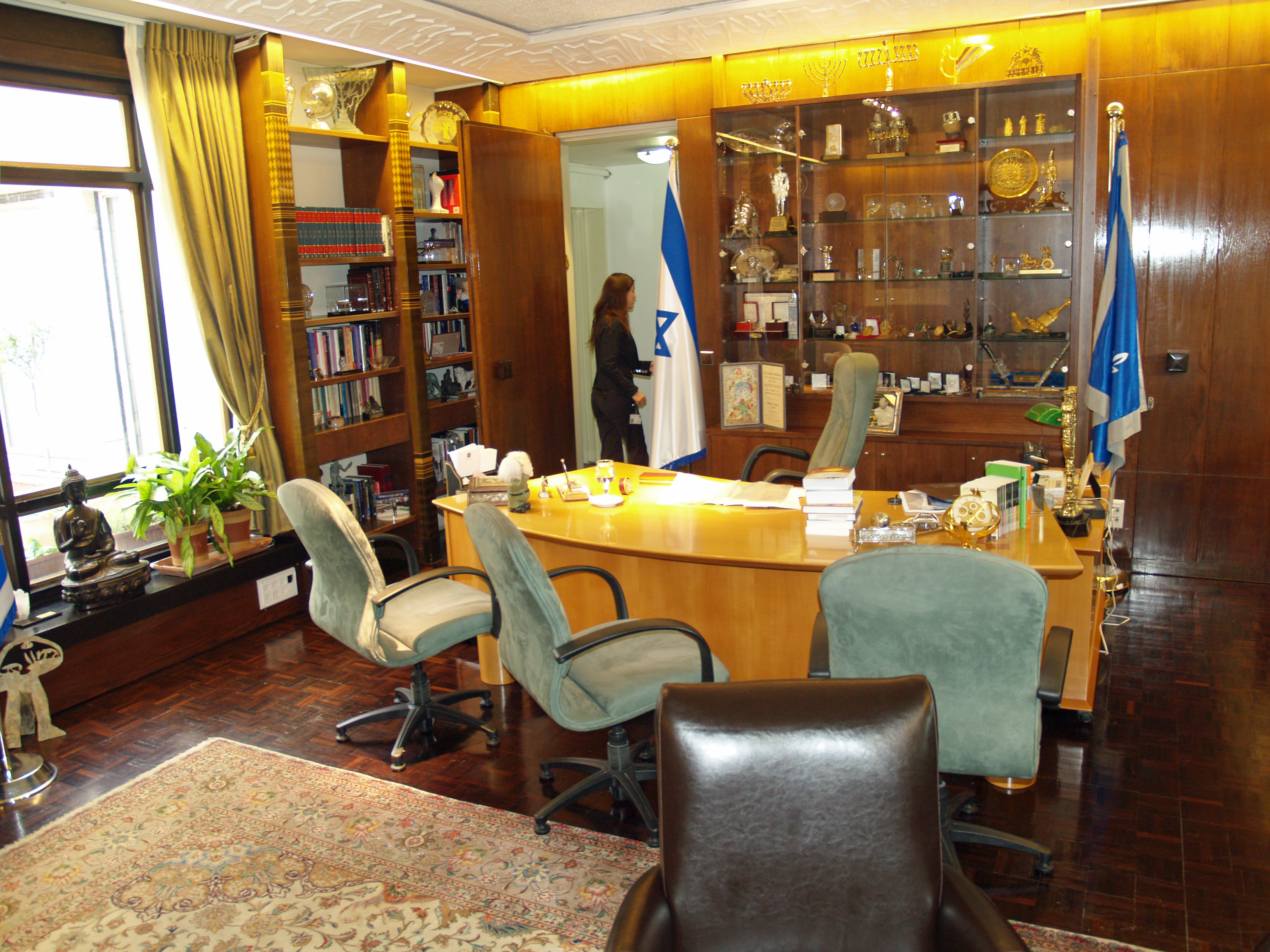
Кабінет президента

В Ізраїлі замість єдиної конституції діє зведення основних законів. Починаючи з 1958 року було прийнято 14 таких актів, 11 з яких залишаються в силі. Серед них закон про кнесет (1958), про уряд (2001), про армію (1976), про столицю Ізраїлю Єрусалим (1980), про свободу і гідність людини (1992).
Парламент
Держава Ізраїль — парламентська республіка. Вищим законодавчим органом є однопалатний парламент — кнесет (з івриту — «збори»), який складається зі 120 депутатів. Вибори до кнесету загальні, прямі при таємному голосуванні. Виборці голосують не тільки за списки, які висунули політичні партії, але й за блоки партій, які можуть виступати за єдиним списком. Характерно те, що число списків у ході виборів до кнесету, як правило, перевищує число постійних політичних партій. Місця в парламенті розподіляються пропорційно числу голосів, поданих за кожен список, але не менше 1 % всіх голосів. Кнесет обирається на 4 роки. При необхідності можуть бути призначені дострокові вибори. Засідає кнесет не менше 8 місяців за рік, збираючись на 2 сесії щорічно. Засідання, як правило, відкриті, протоколи видаються тільки на івриті. Процедура роботи в парламенті визначається спеціальними законами.
Президент
Глава держави — президент — вибирається кнесетом на 7 років. Президент не може бути переобраним на другий термін (до 2000 року президент міг бути обраним на два п'ятирічних терміни). Він має чисто представницькі функції, на кшталт функцій конституційного монарха. У 2021 році президентом Ізраїлю був обраний Іцхак Герцоґ.
Уряд

Зірка Давида

Уряд Ізраїлю представлений кабінетом міністрів. Він є центральним виконавчим органом у системі державної влади, а його глава — прем'єр-міністр — фактично головною посадовою особою країни, яка визначає внутрішню та зовнішню політику. Формально уряд відповідальний перед кнесетом. Уряд приступає до виконання своїх обов'язків після того, як його глава викладе в кнесеті програму діяльності уряду і оголосить про його склад, а парламент зі свого боку висловить уряду вотум довіри. Прем'єр-міністром Ізраїлю є Беньямін Нетаньягу.

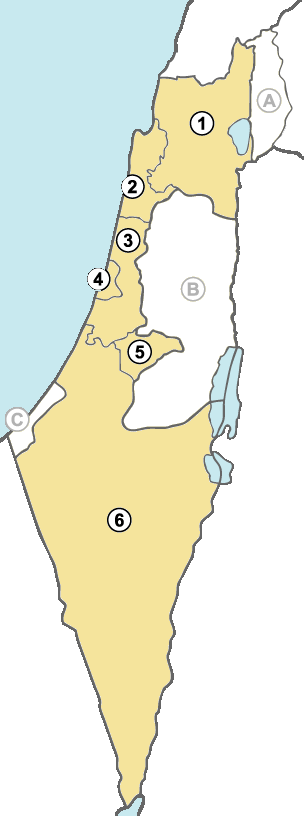
Округи Ізраїлю: (1) Північний, (2) Хайфський, (3) Центральний, (4) Тель-Авівський, (5) Єрусалимський, (6) Південний, (А) Голанські висоти,
(B) Юдея і Самарія, (С) сектор Газа

### Державна символіка
Гербом Ізраїлю є культовий семисвічник — менора.
Державний прапор Ізраїлю, рішенням державної ради від 26 жовтня 1948 року, є полотно з білого поля, на якому зображені сині смуги зверху та знизу та синя шестикутна зірка («Зірка Давида») посередині.
Гімн Ізраїлю — «Гатіква» («Надія»). Текст поета Нафталі-Герца Імбера, автор музики невідомий. Слова були опубліковані 1887 року, з 1897 року «Хатіква» стала сіоністським гімном, а після утворення держави Ізраїль — державним гімном.

### Ідеологія
Міжнародний сіонізм являє собою форму єврейського націоналізму, яка панує в Державі Ізраїль та єврейських спільнотах низки розвинених країн.  Політичний сіонізм — це напрямок, який безпосередньо пов'язаний з ідеєю утворення єврейської держави. Він виник у кінці XIX ст. Для цього періоду було характерне посилення національного тиску, з одного боку, а з іншого — поява численних ідеологічних течій. Сіонізм відображає уявлення того часу про шляхи вирішення проблем, які стоять перед єврейськими спільнотами в країнах їхнього проживання.

### Ізраїль та апартеїд
За звинуваченнями декількох правозахисних організацій, в Ізраїлі широко запроваджена система апартеїду. Міжнародна правозахисна організація Amnesty International, зокрема, констатує: «У Ізраїлі більшість законів безумовно є дискримінаційними. Вони сягають до моменту утворення держави Ізраїль 1948 року, яке мало жорстоку пам'ять перенесеного євреями в Європі факту расистського геноциду під час Другої світової війни, і тому Ізраїль був заснований на понятті Єврейської держави для євреїв».

## Адміністративно-територіальний поділ
Територія Ізраїлю поділяється на 6 округів (махоз), 15 підокругів (нафа) та на 50 природних регіонів.
| Округ                                                     | Площа, км² | Населення, осіб (2005) | Столиця   |
| Єрусалимський (Єрушала́їм)                                 | 652        | 851 400                | Єрусалим  |
| Тель-Авівський (Тель-Авів)                                | 171        | 1 190 000              | Тель-Авів |
| Південний (Даро́м)                                         | 14 231     | 1 002 400              | Беер-Шева |
| Північний (Цафо́н)                                         | 3 324      | 1 185 400              | Назарет   |
| Центральний (Мерка́з)                                      | 1 276      | 1 649 800              | Рамла     |
| Хайфський (Хейфа́)                                         | 863        | 858 000                | Хайфа     |
| Юдея і Самарія (Єхуда́ веШомро́н) (під контролем Палестини) | 5878       | 285 000                | Аріель    |

## Збройні сили

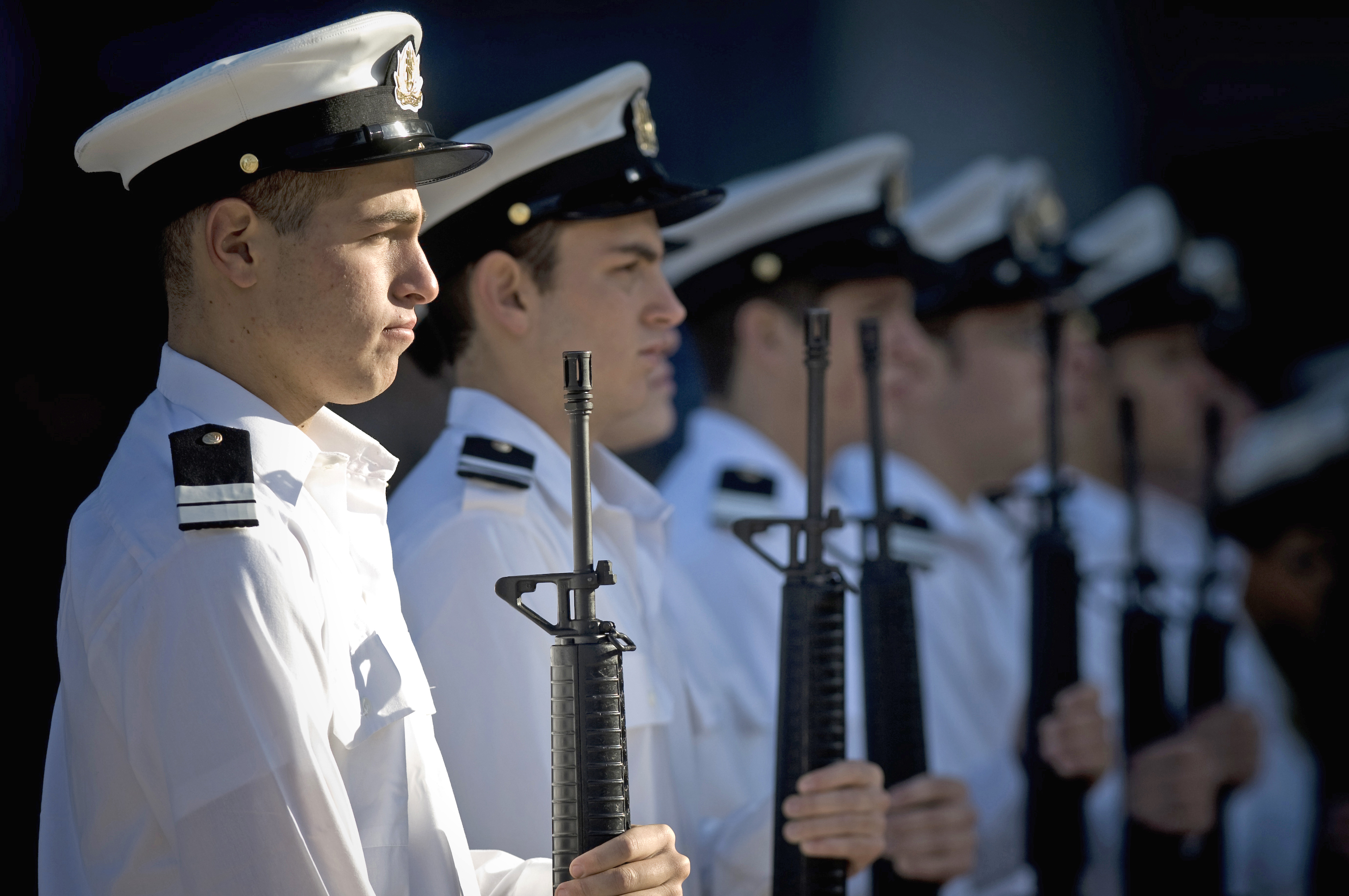
Моряки ВМС

Ізраїль є однією з найбільш мілітаризованих держав світу, що пояснюється його геополітичним становищем. Армія оборони Ізраїлю (ЦАГАЛ) комплектується на основі загального військового призову (до війська мобілізуються усі чоловіки та жінки, що досягли 18-річного віку та визнані придатними до несення служби). Армія налічує 176 500 активних військовослужбовців та 445 000 резервістів. Армія оборони Ізраїлю складається з Сухопутних військ, Військово-повітряних та Військово-морських сил.

## Економіка

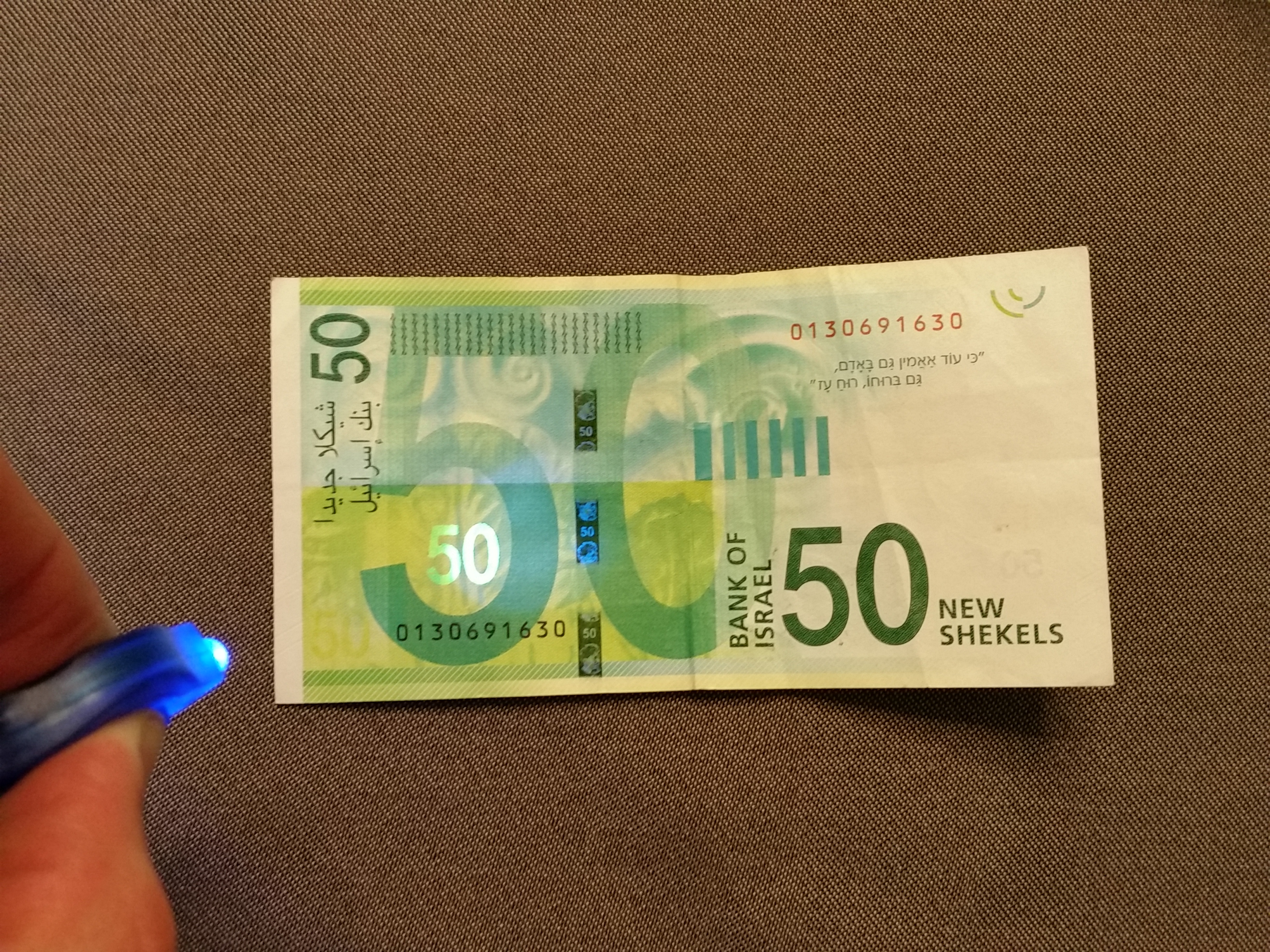
Ізраїльський новий шекель

Ізраїль вважається однією з найрозвиненіших країн південно-західної Азії. Країна займає перше місце в рейтингу Всесвітнього банку «Легкість ведення бізнесу» та в рейтингу Всесвітнього економічного форуму «Світова конкурентоздатність». У рейтингу «Найкращі країни для ведення бізнесу» журналу Forbes Ізраїль займає 16 місце у світі. Ізраїль займає 2 місце у світі після США за кількістю новоутворених компаній та має найбільше представництв у списку компаній NASDAQ за межами Північної Америки.
Промислові вироби: високотехнологічні продукти, деревина і папір, фосфати, їжа, напої, тютюн. Рослинництво: цитрусові, овочі, бавовна. Тваринництво (2004): 400 тисяч голів худоби; 40 мільйонів курей; кози — 64 тисячі; свині — 195 тисяч; вівці — 390 тисяч. Рибальство (2003): 24,831 метричних тонн. Електрика (2003): 44,2 млрд кВтГ. Експорт: цитрусові й інші фрукти, авокадо, добрива, алмази, пластмаса, нафтохімікати, текстиль, електроніка (військова, медична, наукова, промислова), електронно-оптичні, прецизійні інструменти, літаки і ракети.
Зайнятість (1996): 2,6 % — сільське і лісове господарство, 20,2 % — промисловість, 7,5 % — будівництво, 12,8 % — торгівля, 6,2 % — транспорт і зв'язок, 13,1 % — фінанси і бізнес, 6,4 % — особисті послуги, 31,2 % — суспільні послуги.

### Фінанси

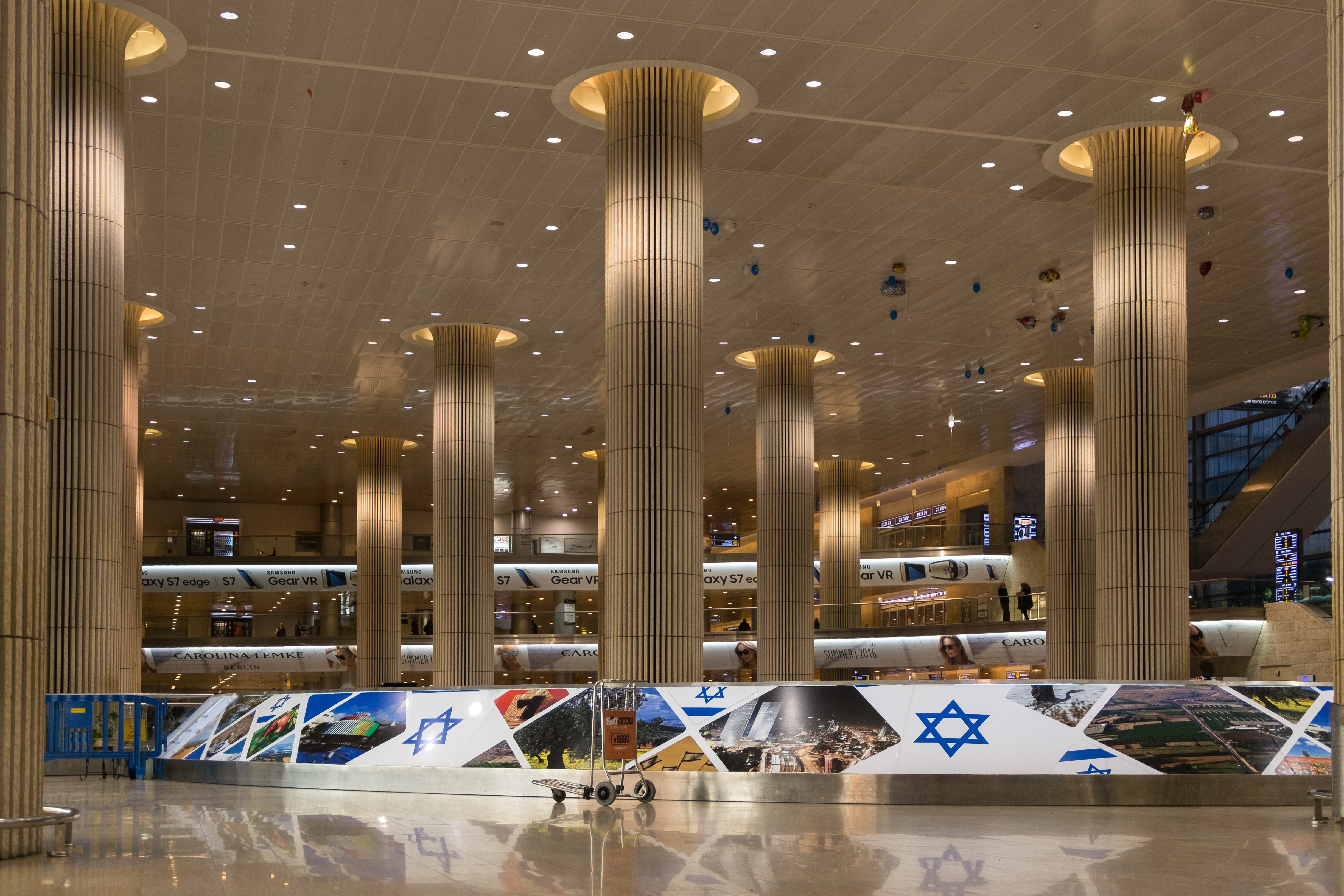
Міжнародний аеропорт імені Бен-Ґуріона є найбільшим міжнародним аеропортом Ізраїлю

- Національний дохід (2006) — 141 млрд дол.; на душу населення — 23 500 дол.; зростання — +4,1 %.
- Імпорт (2006) — 36,8 млрд дол. Партнери: США — 15 %, Бельгія — 10,1 %, Німеччина — 7,5 %, Швейцарія — 6,5 %, Велика Британія — 6,1 %, Україна — 4,5 %. Експорт (2006) — 34,4 млрд дол. Партнери: США — 36,8 %, Бельгія — 7,5 %, Гонконґ — 5,0 %, Україна — 2,7 %.
- Туризм — 11,6 млрд дол.
- Бюджет (2006) — 52,5 млрд дол. Державні резерви — 17,9 млрд дол.

### Економічне районування
У Ізраїлі виділяють 4 економічні райони.
- Промисловий. Тель-Авів і його околиці — ядро промислової, фінансової, торгової і культурної діяльності, що доповнюється в деяких місцях інтенсивним агровиробництвом.
- Приморський район сформувався навколо Хайфи, головного морського порту країни і центру важкої індустрії. У цьому районі, що тягнеться на схід до долини Їзреел і пагорбів Галілеї, розвинені сільське, рибне і лісове господарство, а також промисловість і судноплавство.
- Єрусалим і його околиці.
- Південний економічний район охоплює весь південь і займає ⅔ площі країни. Він тягнеться від середземноморського порту Ашдод на заході до Мертвого моря на сході, а на півдні досягає Ейлата.

### Туризм
Туризм є важливою статтею доходів Ізраїлю. Безліч культурних та архітектурних пам'яток трьох авраамічних релігій стають місцем паломництва щорічно для сотень тисяч людей, а велика кількість історичних місць, пляжні зони трьох морів, теплий клімат та водночас засніжені гірські вершини гори Хермон приваблюють туристів зі всього світу.
У 2013 році країну відвідали 3,5 млн туристів. Зі США — 623 000 (18 % від загальної кількості), з Росії — 603 000, Франції — 315 000, Німеччини — 254 000. Більшість приїжджих — християни (53 %) і євреї — (28 %). Найбільш популярними серед туристів стали Єрусалим, Тель-Авів, Назарет, Вифлеєм, Хайфа, Ейлат, курорти Мертвого моря. Доходи за рік становили 40 млрд шекелів (11,5 млрд дол.).
9 лютого 2011 року було скасовано візовий режим з Україною. Це вплинуло на збільшення кількості туристів, але на заваді залишається велика вартість турів відносно інших середземноморських курортів (на 30-40 % дорожче, ніж відпочинок у Єгипті чи Туреччині).
З 1 липня 2024 року Ізраїль запровадив додаткові обмеження на в’їзд громадян України. У відповідь Київ запроваджує свої обмеження для ізраїльських громадян, повідомило посольство України в Ізраїлі.

## Освіта і наука

### Освіта
Ізраїль має одну з найтриваліших у світі систему освіти, разом з Японією поділяючи за цим показником друге після Південної Кореї місце в Азії. Також, згідно з даними ЮНЕСКО, Ізраїль має найвищий рівень письменності в Південно-Західній Азії.

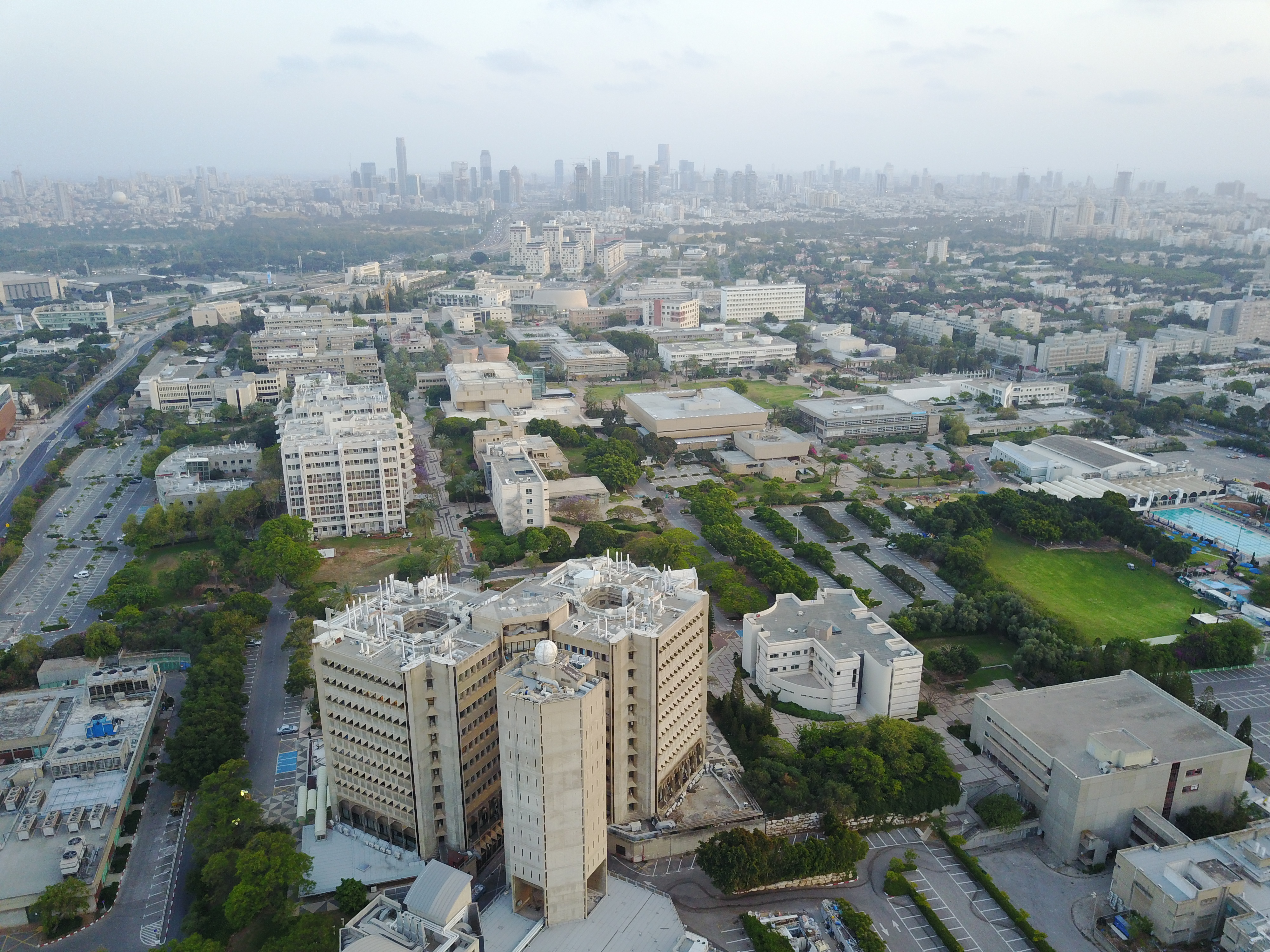
Тель-Авівський університет

Згідно із законом про освіту, ухваленим 1953 року, школи в Ізраїлі поділяються на кілька типів: державні (світські), арабські, державно-релігійні та незалежні, багато з незалежних шкіл є «невизнаними» міністерством освіти. Державні світські школи є найбільшою групою шкіл і відвідуються більшістю єврейських і неарабських учнів в Ізраїлі. Більшість арабів відправляють своїх дітей у школи, де основною мовою навчання є арабська, що надалі заважає дітям здобути хорошу освіту і роботу через слабке володіння гебрейською мовою. Незалежні школи є найрізноманітнішою групою. Тоді як у «визнаних» незалежних школах, як і у решті категорій, 75 % предметів входять до обов'язкового списку, невизнані можуть самостійно обирати програму навчання. Серед них, зокрема, ультраортодоксальні та християнські школи.
Освіта в Ізраїлі обов'язково для дітей від 5 до 18 років. Шкільна освіта розділена на три ступені: початкова школа (1—6 класи), середня школа (7—9 класи), вища школа (10—12 класи). Протягом навчання у вищій школі учні поступово складають іспити, за результатами яких вони отримують атестат зрілості (геб. теудат баґрут), необхідний для вступу до вищих навчальних закладів, що також вимагається багатьма працедавцями. Знання основних предметів — математики, Тори, гебрейської мови, ізраїльської і світової літератури, англійської мови й історії є обов'язковим для отримання атестата. В арабських, християнських і друзьких школах екзамен зі знання Тори замінюється екзаменом з ісламу, християнства або релігії друзів. Ті, хто не бажає складати або нездатний пройти ці іспити, отримають диплом про закінчення школи іншого типу. 2003 року більш як половина ізраїльських школярів отримала атестат зрілості.
Держава фінансує більшість вищих навчальних закладів, що значно зменшує вартість освіти. Всього в Ізраїлі вісім університетів:
- Єврейський університет — найстаріший та найпрестижніший у країні
- Тель-Авівський університет
- Техніон — один з найвідоміших у світі технічних вишів
- Інститут Вейцмана
- Університет Бар-Ілана
- Хайфський університет — власник найбільшої бібліотеки на Близькому Сході
- Університет Бен-Гуріона

Решта суто ізраїльських вищих навчальних закладів називається коледжами, серед яких як регіональні, тобто філії університетів, так й незалежні. Суттєву частку вищої освіти таких здійснюють понад 30 філій іноземних вищих навчальних закладів.
Ізраїль займає одне з перших місць у світі за числом жителів, що мають вищу освітою (20 % населення). Позитивно на цей показник впливає не тільки ізраїльська освіта, але й приток іммігрантів з колишнього СРСР, 40 % яких мали диплом про закінчення вищого навчального закладу.

### Наука і технології

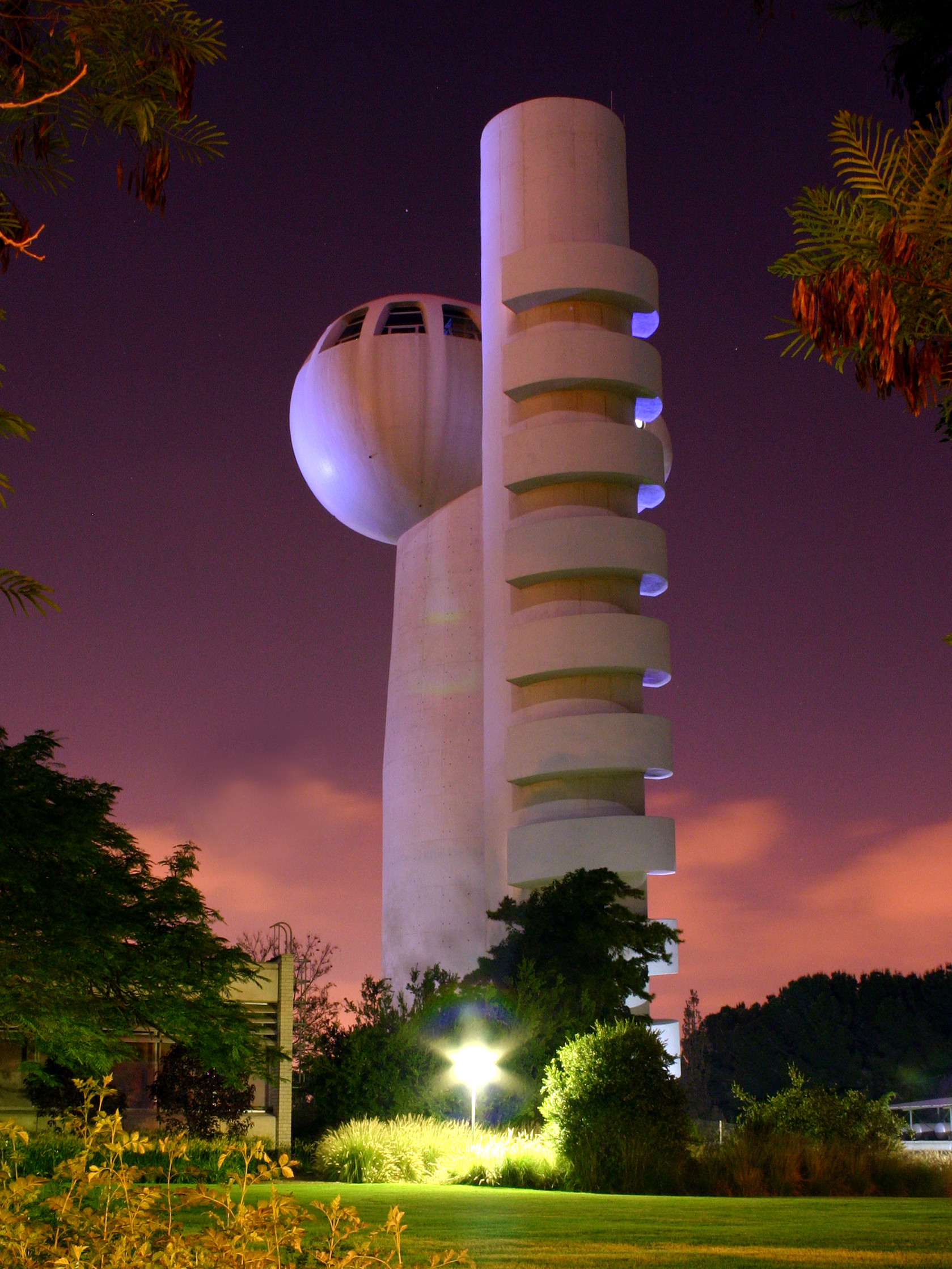
Прискорювач заряджених частинок, Інститут Вейцмана, Реховот

Початок ізраїльській науці поклали спроби перетворити практично дику та неосвоєну територію на сучасну країну. Зараз, завдяки освіті ізраїльська наука стала дуже різноманітною та вкриває численні галузі науки. Число людей, залучених до наукових досліджень і технологічних розробок, так само як і відсоток витрат щодо ВВП — серед найвищих у світі. Багато наукових досліджень також ведеться у співпраці з іншими країнами.
Понад 80 % всіх наукових робіт, що приводять до публікацій, проводиться в університетах, університети є основними центрами фундаментальної науки в країні, що проводиться на найвищому світовому рівні. Так, чотири громадянина Ізраїлю стали лауреатами Нобелівської премії в наукових дисциплінах і він займає перше місце у світі по числу наукових публікацій на душу населення. Але фундаментальна наука не є єдиним напрямком діяльності університетів, на що вказує велике число патентів, отриманих ними, їхні зв'язки з промисловістю та успішна робота багатьох дослідницьких центрів, заснованих поруч з університетами.

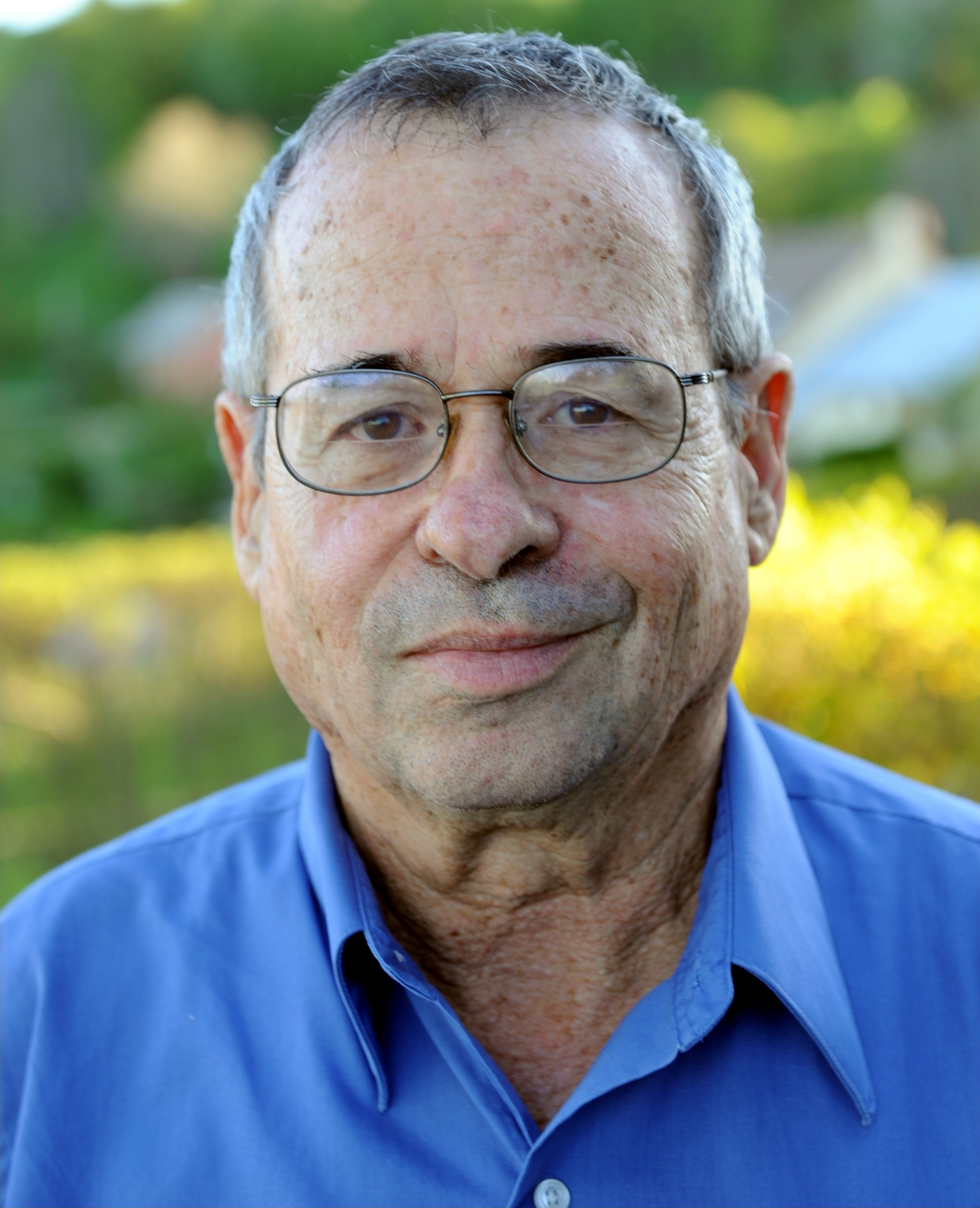
Арі Варшель, лауреат Нобелівської премії з хімії за 2013 рік.

Найбільшою галуззю промисловості країни, що використовує передові технології, є військова промисловість. В Ізраїлі виробляються найрізноманітніші продукти військового призначення, від амуніції, ручної зброї, такої як автомат Uzi, артилерії і ймовірно найкращого в світі танку Меркава до найсучасніших електронних військових систем, таких як систем протиракетної оборони Arrow, безпілотні літальні апарати, авіоніка та цілі літаки. Великою частиною ізраїльського військового комплексу є електроніка, що не обмежується військовими застосуваннями, але розвинута й у цивільному секторі.
Ізраїль також відомий високим технічним рівнем сільського господарства, системами комп'ютерного контролю та автоматизації сільськогосподарських процесів. Володіючи мізерними водними ресурсами, Ізраїль має в своєму розпорядженні розвинені водозбережні технології, включаючи краплинне зрошування, винайдене в Ізраїлі..
Ізраїль також є одним з лідерів у використанні сонячної енергії на душу населення, розробивши деякі з найсучасніших технологій сонячної енергетики, а ізраїльські компанії працюють над енергетичними проєктами по всьому світу. Хоча Ізраїль поки що лише планує будівництво великих сонячних електростанцій, понад 90 % домогосподарств використовують сонячну енергію для обігріву води. Згідно з даними Міністерства національної інфраструктури, щороку країна зберігає близько 2 млн барелів нафти завдяки використанню сонячної енергії, чому, зокрема, допомагає спекотний сонячний клімат країни та наявність вільних пустельних ділянок.
Більш того, Ізраїль є однією з восьми країн, здатних самостійно виробляти і запускати супутники. Вже 1988 року Ізраїль запустив свій перший супутник серії Офек (івр. אופק) «Офек-1» з космодрому Пальмахім. Бюджет ізраїльської космічної програми становить усього 1 млн доларів США, без урахування фондів інвестованих у проєкт «Венус» (близько 7 мільйонів доларів) з приблизно 70 мільйонів, що виділяються щорічно для ізраїльської військової програми.
Ізраїль також вважається однією з країн, що мають ядерну зброю, арсенал якої оцінюється в понад 150 одиниць, а для її доставки існує повноцінна ядерна тріада. Тим не менш уряд країни ніколи не визнавав наявності ядерної зброї, а деталі про неї стали відомі лише через десятиріччя після початку робіт, завдяки кільком випадкам витоку інформації, найвідоміший з яких трапився завдяки співробітнику Центру ядерних досліджень Негев (у місті Дімона) Мордехаю Вануну. Хоча Ізраїль ще не має атомних електростанцій, зараз планується будівництво АЕС у Негеві, що може бути завершене до 2015 року.

### Література

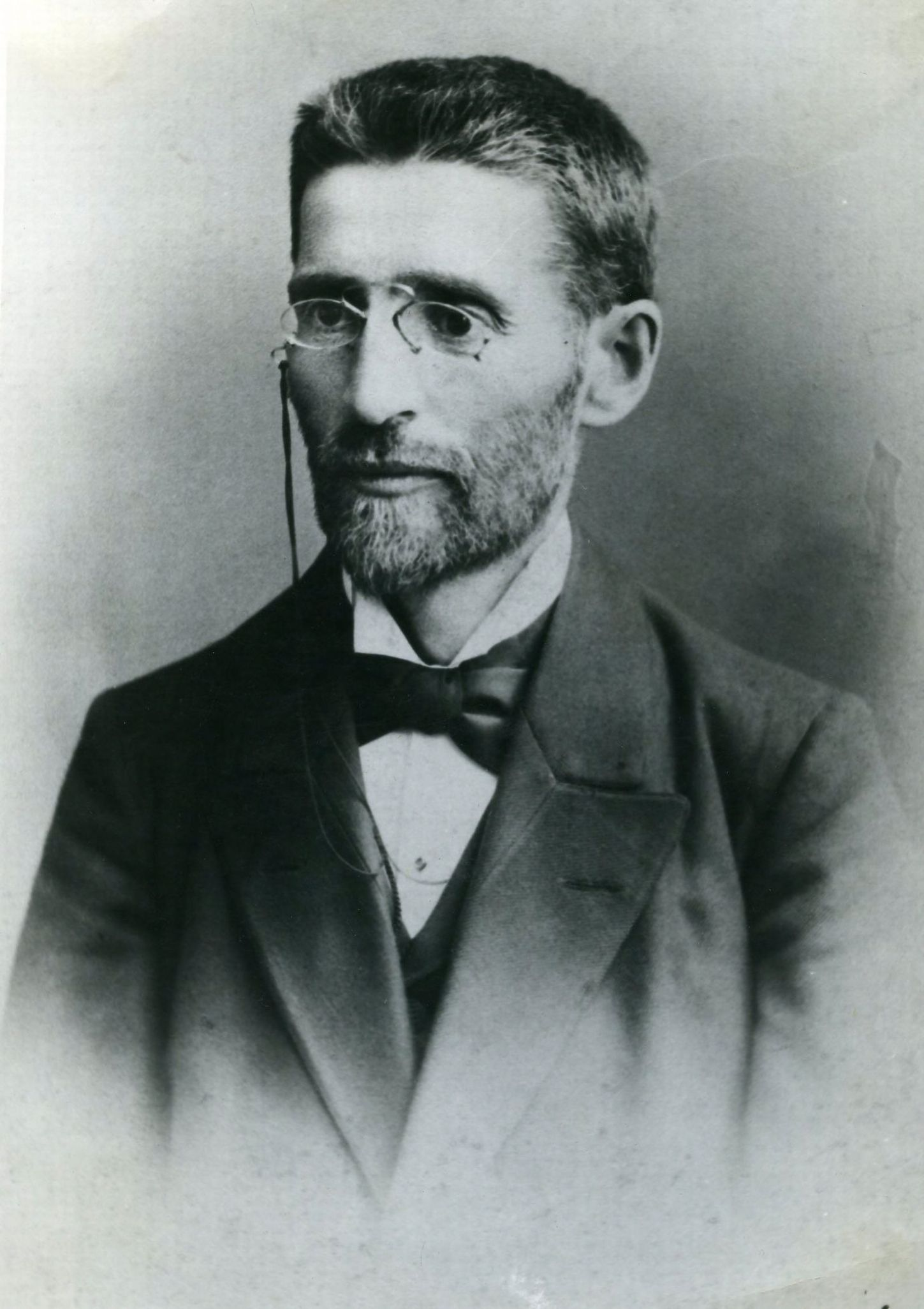
Еліезер Бен-Єгуда

## Культура

### Музика і театр
Ізраїльська музична культура складалася на основі національних музичних культур палестинських євреїв та арабів, а також музичних традицій, принесених євреями, що переселилися до Ізраїлю з різних країн. Ряд сучасних музичних установ (в тому числі філармонія та оперний театр) були закладені за часів британського мандату на управління Палестиною, інші з'явились вже за часів незалежності.

### Музеї

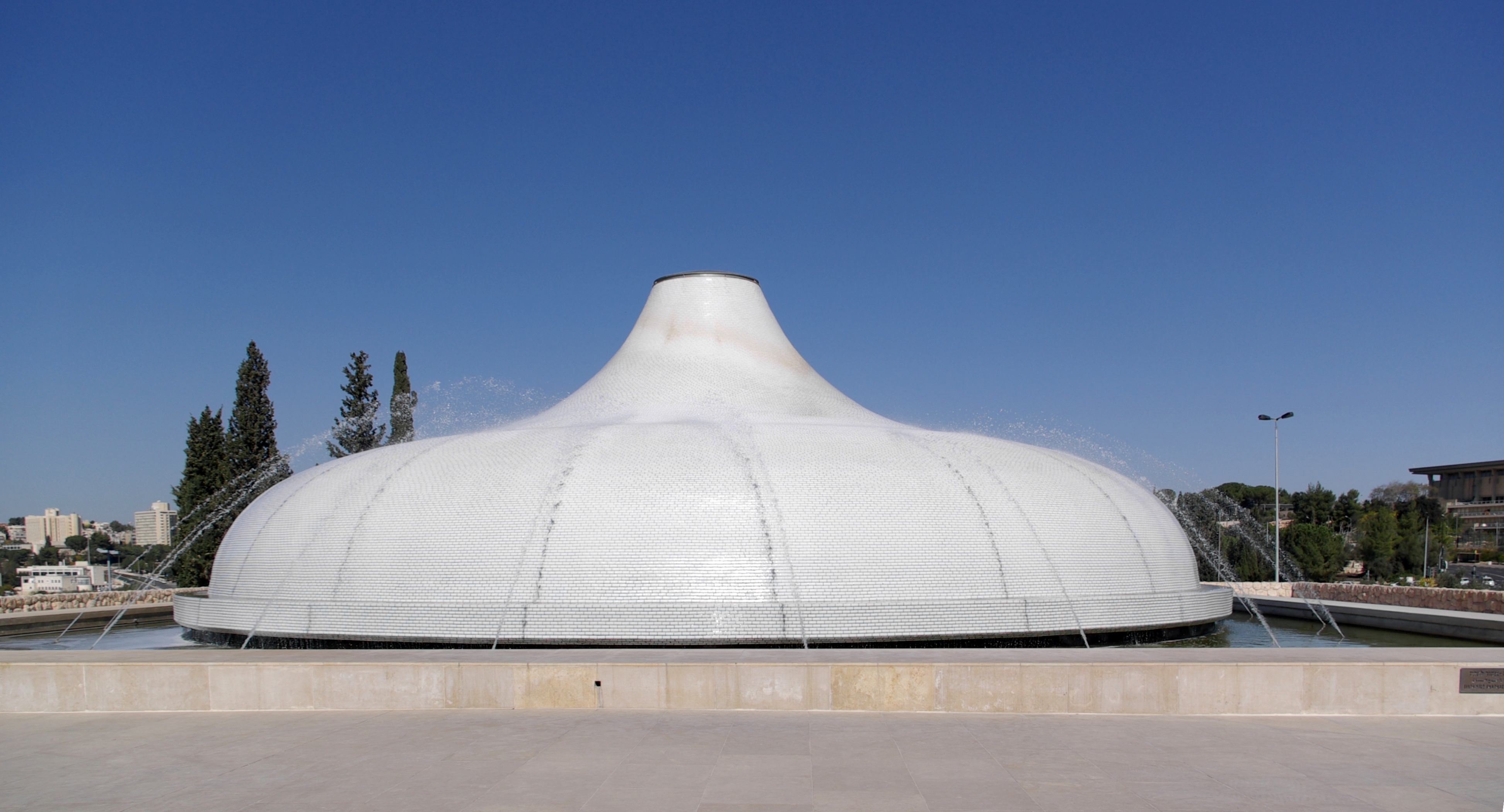
Храм Книги

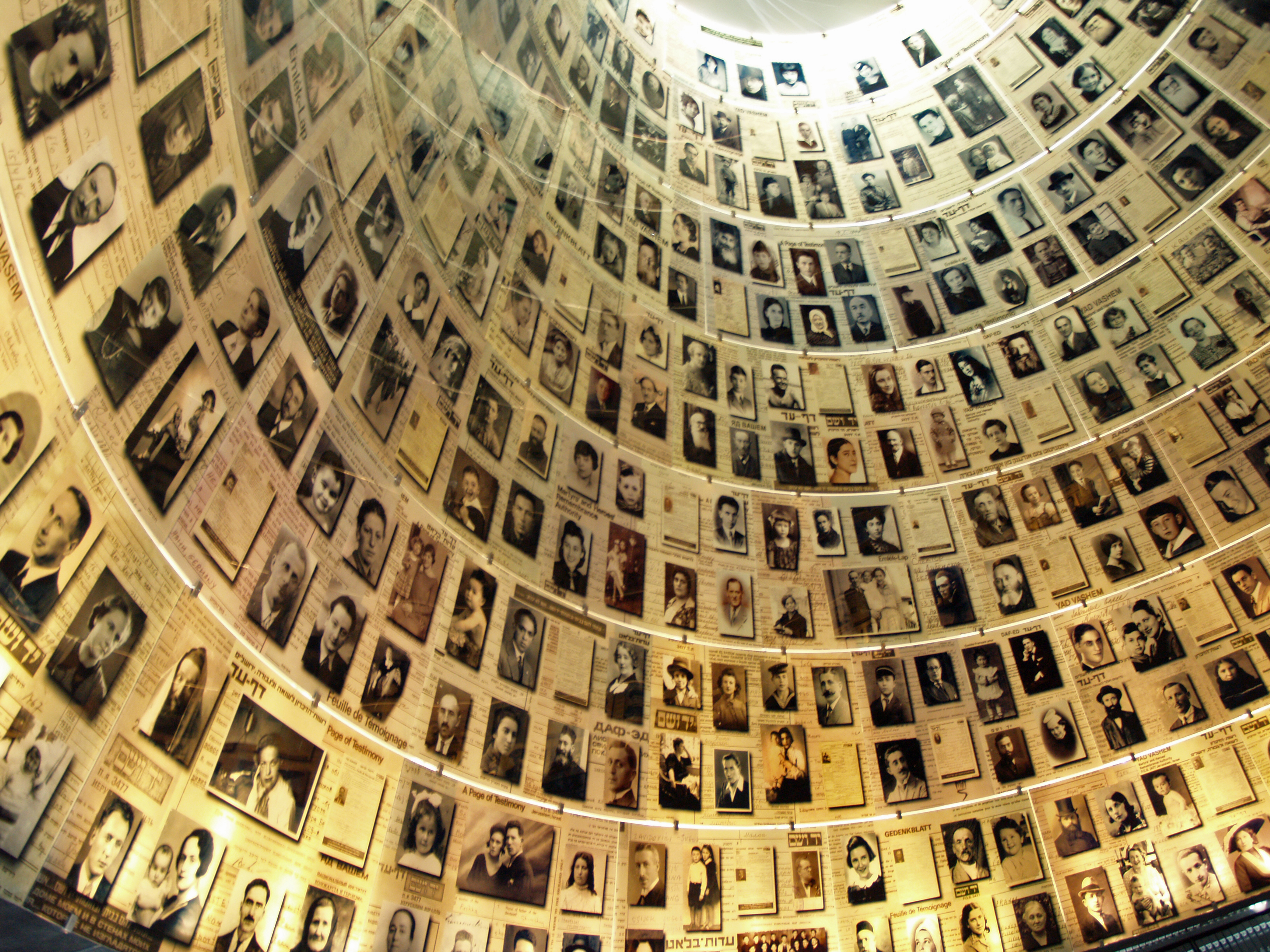
Яд Вашем

Найвідомішим музеєм та одним з найважливіших культурних установ країни є Музей Ізраїлю в Єрусалимі. Музей присвячений мистецтву та археології та є місцем зберігання Сувоїв Мертвого моря і величезної колекції предметів юдейської історії та європейського мистецтва. Також дуже відомий музей Холокосту Яд Вашем у Єрусалимі — найбільший у світі архів інформації, присвяченої цій сторінці світової історії.
Серед інших музеїв, багато присвячено археології та стародавній історії, перш за все через розташування Палестини на перехресті багатьох культур. Серед музеїв цієї категорії Рокфелерівський музей, Музей біблійних країн та Башта Давида в Єрусалимі, Ерец-Ісраель у Тель-Авіві, Музей спадщини вавилонських євреїв в Ор-Єгуді, частина Хайфського музею і Музей Хечта в Хайфі та багато дрібніших музеїв по всій країні. Кілька історичних музеїв присвячені вже пізнішій історії єврейського народу та країни Ізраїль. Серед них Музей Діаспори на кампусі Тель-Авівського університету — інтерактивний музей, присвячений історії єврейських спільнот всього світу, та Музей Незалежності.
Музеї мистецтва в країні також численні та представляють різноманітні культурні традиції країни та світу. Крім загальних колекцій Тель-Авівського музею мистецтв і вже згаданих Музею Ізраїлю та Хайфського музею тут є музеї єврейського, ісламського, руського, далекосхідного і японського мистецтва. Крім основних музеїв у великих містах, кілька відомих музеїв є в невеликих поселеннях. Так, музей Мішкан-Ле-Оманут у кибуці Ейн-Харод-Меухад вважається найбільшою картинною галереєю на півночі країни.

### Свята

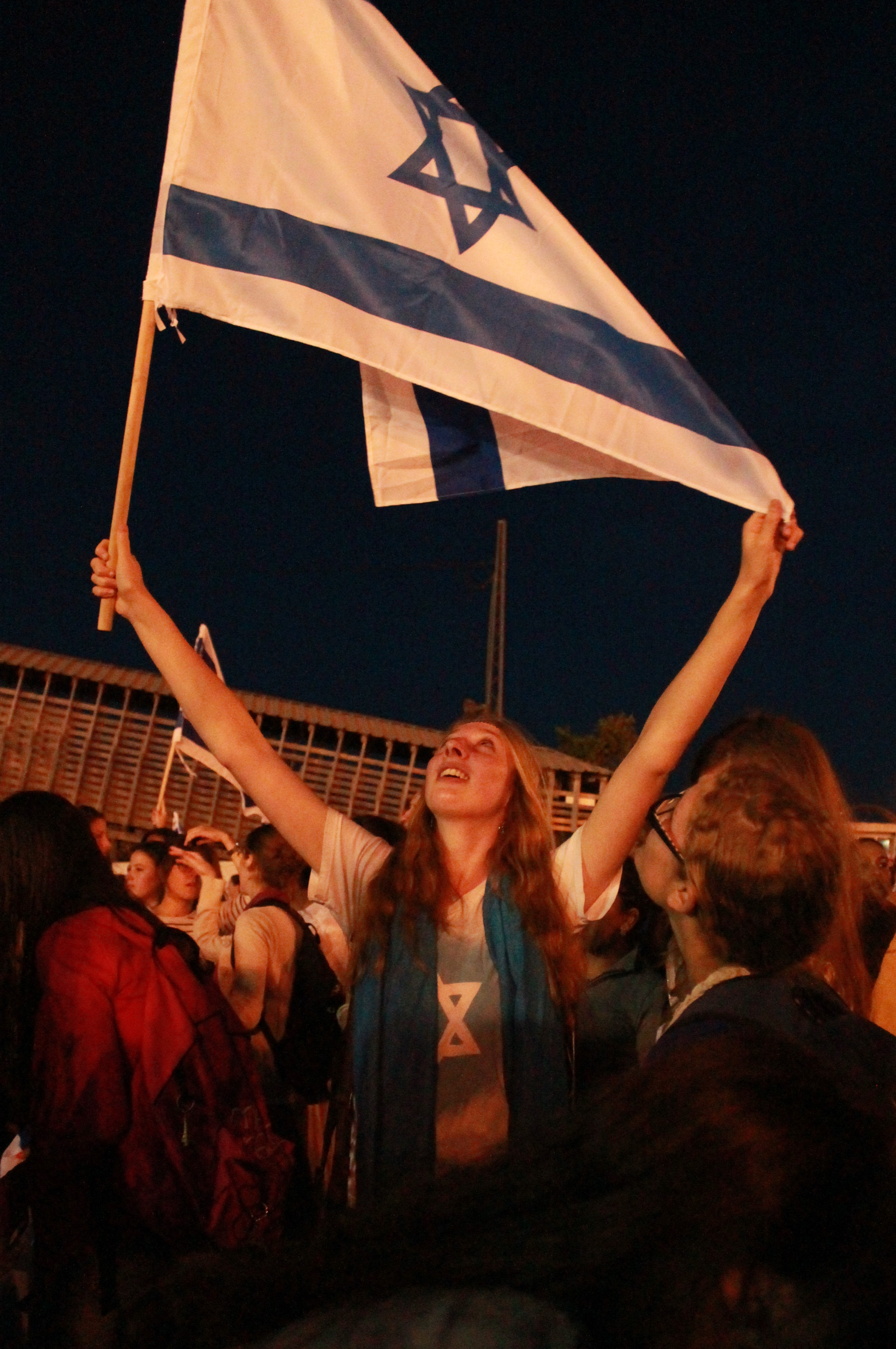
День Єрусалима — свято, присвячене столиці Ізраїлю.

Вихідний день в Ізраїлі — субота. П'ятниця — день скорочений.
- Рош ха-шана — символізує настання єврейського нового року, біблійне свято.
- Йом кіпур — день спокутування гріхів
- Суккот — свято врожаю.
- Шміні-ацерет — Сімхат-тора.
- Ханука — у пам'ять про перемогу над грецькою армією і перемогу єврейського духу над ідолопоклонниками — еллінами.
- Ту бі-шват — день дерев.
- Песах — свято звільнення з єгипетського рабства.
- День Катастрофи і героїзму — у пам'ять про шість мільйонів євреїв, які загинули під час Другої світової війни.
- День пам'яті полеглих воїнів — у пам'ять про всіх євреїв, які віддали своє життя за утворення і незалежність держави Ізраїль.
- Лаг ба-омер — у пам'ять про повстання Бар-Кохбі проти Риму.
- День Єрусалима — свято, присвячене столиці Ізраїлю.
- Тиша бе-ав — день руйнування Першого і Другого Храмів
- День незалежності Ізраїлю — Державне свято. 29 листопада 1947 р. Генеральна Асамблея ООН ухвалила резолюцію з закликом до утворення єврейської держави в Єрец Ісраель. У 5-ий день місяця Іяра 5708 р. (14 травня 1948 р.) Національна Рада на чолі з Давидом Бен Гуріоном проголосила утворення єврейської держави в Єрец Ісраель, що отримав назву Держава Ізраїль.

Наступного року, після того як новонароджена держава героїчно відбила напад п'яти арабських держав, Кнесет (парламент Ізраїлю) ухвалив закон про національне свято в 5-ий день місяця Іяра, яке отримало назву Йом га-Ацмаут — День Незалежності.
У перші роки після утворення держави свято відзначалося безпосередніми проявами радості, піснями і танцями на вулицях. Армія була гордістю нації, тому вражаючі військові паради були кульмінацією свята. З плином років військові паради проводитися перестали. Здавалося недоречним влаштовувати пишні офіційні урочистості, оскільки ентузіазм перших років дещо ослаб.
Дехто воліє відзначати Йом га-Ацмаут вечорами в колі друзів, влаштовуючи прогулянки і пікніки, відвідуючи нові підприємства, громадські заклади і військові бази — наочні свідчення розвитку країни.
Існують і публічні церемонії, які стали традиційними: церемонія запалення смолоскипів на горі Герцля, що знаменує офіційний початок Йом га-Ацмаут; нагородження національними преміями Ізраїлю; Міжнародна молодіжна вікторина з Танаху (покликана підкреслити особливий зв'язок долі держави з Танахом, а народу Ізраїлю — з його традицією і славним минулим).

### Сайти офіційних установ Ізраїлю
- Урядовий портал Ізраїлю
- Міністерство закордонних справ Ізраїлю [Архівовано 18 серпня 2006 у Wayback Machine.]
- Портал президента Ізраїлю [Архівовано 8 лютого 2018 у Wayback Machine.]
- Офіс Прем'єр-міністра Ізраїлю [Архівовано 14 липня 2015 у Wayback Machine.]
- Міністерство оборони Ізраїлю
- Посольства Ізраїлю за кордоном [Архівовано 6 липня 2014 у Wayback Machine.]

### Публікації
- Володимир Ханін. Як формувалась ізраїльська ідентичність // Zbruch, 15.07.2015 [Архівовано 16 липня 2015 у Wayback Machine.]
- Жанна Безп'ятчук. Середній клас і сир // Український тиждень, № 34 (199), 18.08.2011 [Архівовано 11 грудня 2011 у Wayback Machine.]
- Петро Андрусечко. Роздоріжжя релігій // Український тиждень, № 31 (144), 29.07.2010 [Архівовано 24 лютого 2013 у Wayback Machine.]
- Ґі Сорман. Ізраїль: одна земля для трьох народів // ABC, 17.08.2015; укр. переклад — Zbruch, 18.08.2015 [Архівовано 8 вересня 2015 у Wayback Machine.]